# 2. Oktober
Der 2. Oktober ist der 275. Tag des gregorianischen Kalenders (der 276. in Schaltjahren), somit bleiben 90 Tage bis zum Jahresende.

## Ereignisse

### Politik und Weltgeschehen
- 0939: Bei Andernach finden die beiden aufständischen Herzöge Eberhard von Franken und Giselbert von Lothringen bei einem Gefecht mit Gefolgsleuten König Ottos I. den Tod.

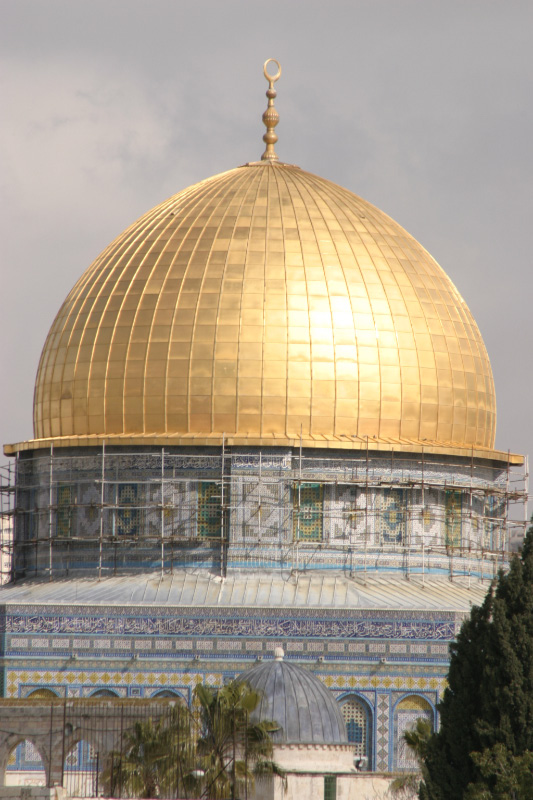
1187: Der Felsendom in Jerusalem

- 1187: Saladin erobert Jerusalem und beendet damit eine 88-jährige christliche Herrschaft über die Stadt. Dieses Ereignis führt in weiterer Folge zum Dritten Kreuzzug.
- 1263: Zwischen norwegischen und schottischen Kriegern kommt es zur Schlacht von Largs, die ohne eindeutigen Sieger endet.
- 1535: Jacques Cartier erreicht das Irokesen-Dorf Hochelaga.
- 1552: Nach mehrmonatiger Belagerung erobert Iwan der Schreckliche Kasan, Hauptstadt des gleichnamigen Khanats, und beendet damit die jahrzehntelangen Moskau-Kasan-Kriege.
- 1601: Rund 3400 spanische Soldaten landen zur Unterstützung der irischen Rebellen bei Kinsale. Sie werden jedoch sofort von englischen Truppen eingeschlossen. Die für den Neunjährigen Krieg entscheidende Belagerung von Kinsale beginnt.
- 1649: Im Zuge ihrer gewaltsamen Rückeroberung Irlands beginnen die englischen Truppen mit der Belagerung von Wexford.
- 1679: Im Rahmen der Friedensverträge von Nimwegen beenden Schweden und die Republik der Vereinigten Niederlande ihren Kriegszustand.
- 1792: Die Jakobiner bilden während der Französischen Revolution den Sicherheitsausschuss zur Aufrechterhaltung der inneren Sicherheit.
- 1794: In der Schlacht bei Aldenhoven besiegen im Ersten Koalitionskrieg die Franzosen unter Jean-Baptiste Jourdan und Jean Baptiste Bernadotte ein österreichisches Heer.

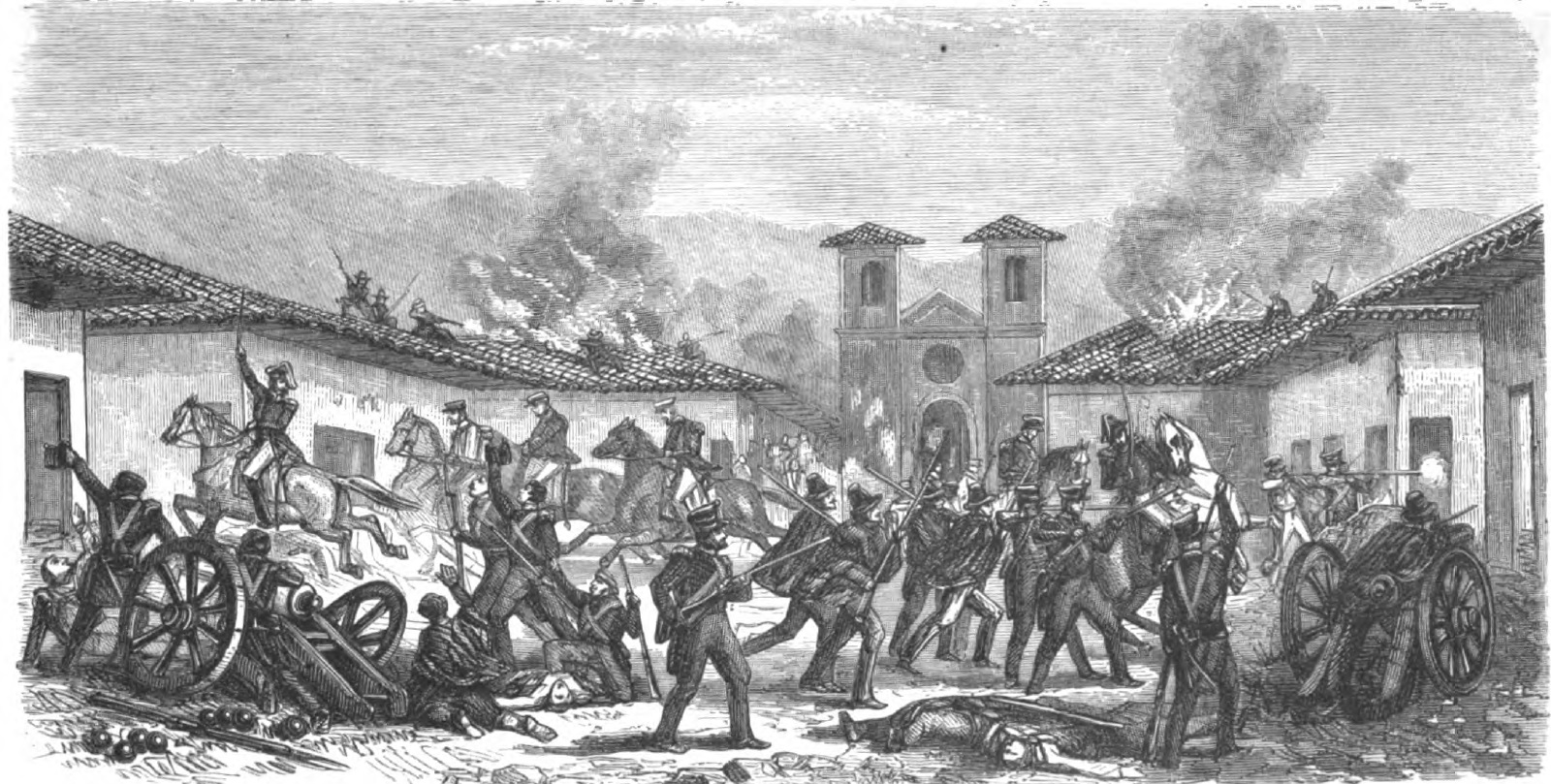
1814: Schlacht von Rancagua

- 1814: Zu Beginn ihrer Reconquista Chiles besiegen die spanischen Royalisten die am Vortag bei Rancagua eingekesselten chilenischen Unabhängigkeitskämpfer in der Schlacht von Rancagua vernichtend. Die Heerführer der Befreiungskämpfer, Bernardo O’Higgins und José Miguel Carrera, können nach Argentinien entkommen.
- 1835: Mit der Schlacht von Gonzales beginnt der Texanische Unabhängigkeitskrieg.
- 1845: Im Hamerton-Vertrag zwischen Großbritannien und dem Oman verpflichtet sich Sultan Said ibn Sultan zur Beendigung des Sklavenhandels, im Gegenzug werden die volle Souveränität seines Landes und die Besitzansprüche auf die ostafrikanische Küste anerkannt.
- 1889: Die Vereinigten Staaten veranstalten die erste Panamerikanische Konferenz zur Sicherung ihres Einflusses in Lateinamerika.
- 1904: Während des Aufstands der Herero erlässt der deutsche General Lothar von Trotha seinen berüchtigten Aufruf an das Volk der Herero.
- 1906: Die als das erste moderne Schlachtschiff geltende Dreadnought wird für die Royal Navy auf Kiel gelegt.
- 1911: An den preußischen Schulen wird die Schulstunde auf 45 Minuten gekürzt.

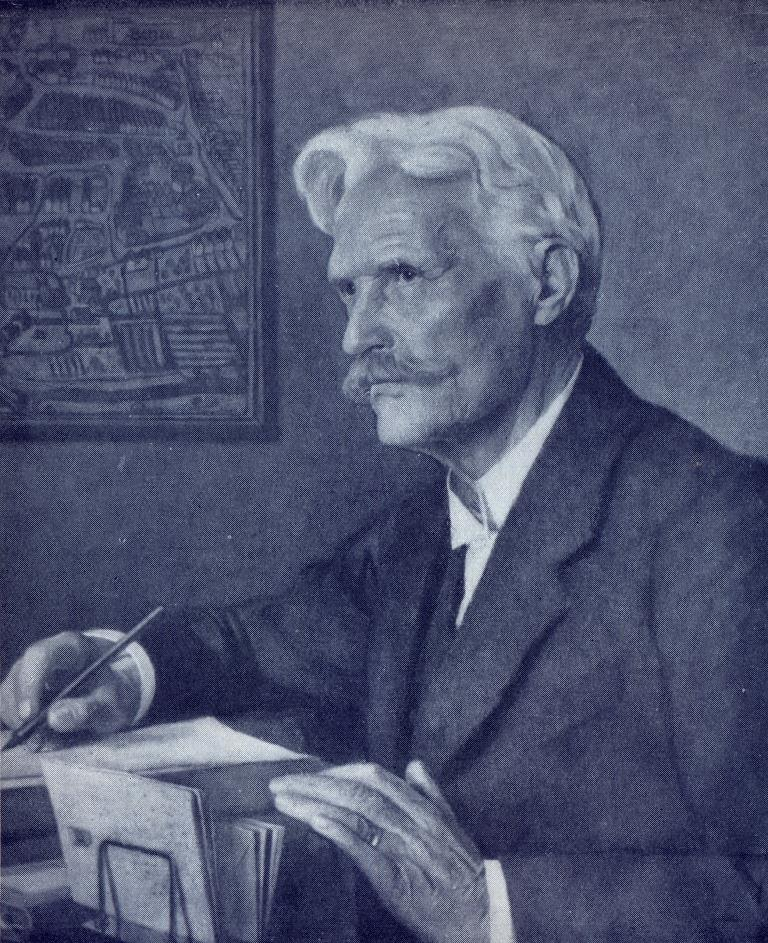
1922: Julius Perathoner

- 1922: Nach dem faschistischen „Marsch auf Bozen“ wird der letzte deutsche Bürgermeister der Stadt, Julius Perathoner, zum Rücktritt gezwungen.
- 1924: Der Völkerbund in Genf verabschiedet einstimmig ein Protokoll, das den Angriffskrieg ächtet.
- 1938: Nachdem die Tschechoslowakei ein zwei Tage zuvor gestelltes Ultimatum zur Abtretung des Olsagebiets an Polen angenommen hat, rücken polnische Truppen in den Landstrich ein.
- 1939: Auf einer panamerikanischen Konferenz legen 21 nord-, mittel- und südamerikanische Delegierte den neutralen Status ihrer Länder fest und beschließen die Schaffung eines Sicherheitsgürtels um den Kontinent. US-Präsident Franklin D. Roosevelt, der für eine Lockerung der Neutralität der USA eintritt, erklärt zusätzlich die Ostsee und den Atlantik von der Nordsee bis zur spanischen Grenze zum Kriegsgebiet und damit zur Sperrzone für die Schifffahrt.
- 1940: Die deutsche Besatzungsbehörde in Warschau ordnet den Umzug aller etwa 400.000 in Warschau lebenden Juden in das Ghetto der Stadt an.
- 1944: Der Warschauer Aufstand endet mit der Kapitulation der Polnischen Heimatarmee und der fast völligen Zerstörung der Stadt durch die Deutschen.
- 1944: An der deutschen Westfront beginnt im Zweiten Weltkrieg die Schlacht um Aachen. Sechs Wochen später wird die Stadt als erste deutsche Großstadt von den Alliierten eingenommen.
- 1948: Die UdSSR beginnt in Sibirien mit dem Bau von Atomwaffen.
- 1949: Die Sozialistische Reichspartei (SRP) wird als Abspaltung des nationalsozialistischen Flügels der DKP-DRP um Otto Ernst Remer, und den völkischen Schriftsteller Fritz Dorls gegründet.
- 1952: Der Deutsche Bundestag entscheidet sich gegen die Einführung der Todesstrafe.
- 1954: Auf der Londoner Außenministerkonferenz wird die Wiederbewaffnung der Bundesrepublik Deutschland und die Aufnahme in die NATO beschlossen.

1958: Sékou Touré

- 1958: Guinea erlangt durch ein Referendum seine Unabhängigkeit von Frankreich. Erster Staatspräsident wird Sékou Touré.
- 1968: Beim Massaker von Tlatelolco werden Hunderte von protestierenden Studenten vom mexikanischen Militär erschossen.
- 1972: Bei einer Volksabstimmung in Dänemark stimmt die Mehrheit für den EWG-Beitritt des Landes.
- 1977: Das Kontaktsperregesetz, das die seit Beginn der Schleyer-Entführung praktizierte Kontaktsperre für inhaftierte RAF-Mitglieder auf eine sichere gesetzliche Grundlage stellt, tritt im „Deutschen Herbst“ in Kraft. Am selben Tag wird der per Haftbefehl gesuchte Volker Speitel gefasst.

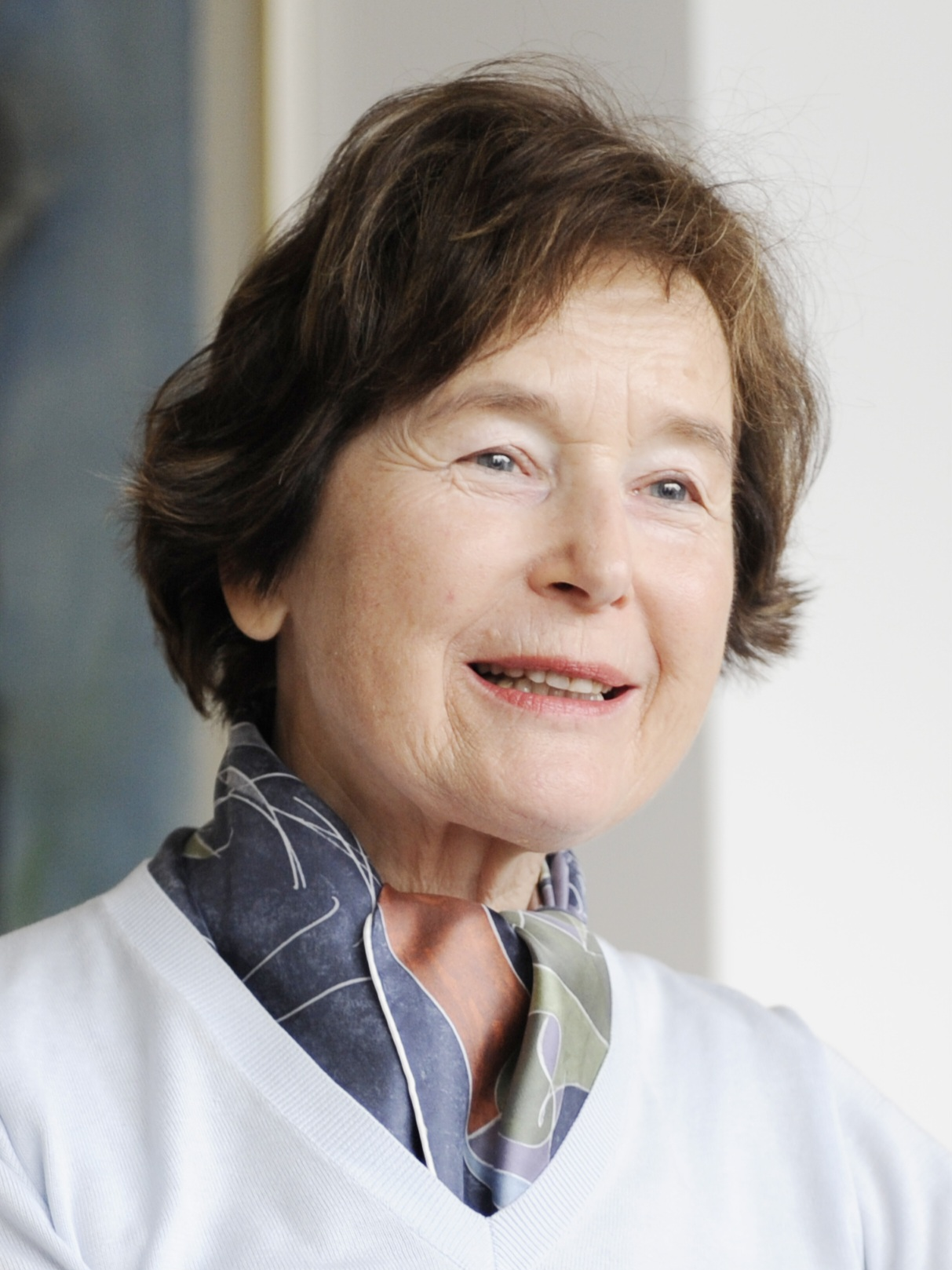
1984: Elisabeth Kopp

- 1984: Elisabeth Kopp wird als erste Frau in den Schweizer Bundesrat gewählt.
- 1987: Schleswig-Holsteins Ministerpräsident Uwe Barschel tritt im Zusammenhang mit der Barschel-Affäre zurück; Henning Schwarz übernimmt die Amtsgeschäfte.
- 1990: Von Uganda aus beginnt die von Tutsi-Flüchtlingen gegründete Ruandische Patriotische Front mit einer Invasion in Ruanda, um die von Hutus geführte Regierung zu stürzen.
- 1990: Die Volkskammer der DDR tagt zum letzten Mal; mit einem Festakt werden danach die Botschaften in fremden Ländern geschlossen und die NVA aufgelöst.
- 1992: Nach der Eroberung Gagras durch abchasische Freischärler werden hunderte georgische Zivilisten getötet.
- 1992: Bei einer Gefangenenrevolte im völlig überfüllten Gefängnis Carandiru im brasilianischen São Paulo werden 111 Insassen erschossen.
- 1997: Der Vertrag von Amsterdam, der die Schaffung eines „Raumes der Freiheit, der Sicherheit und des Rechts“ als ein Ziel der Europäischen Union festlegt, wird unterzeichnet.
- 2001: Die NATO stellt wegen der Terroranschläge am 11. September 2001 den Bündnisfall fest.
- 2022: In Bulgarien wird in einer vorgezogenen Wahl das Parlament neu gewählt.

### Wirtschaft
- 1891: Im Schweizer Baden wird die Kollektivgesellschaft Brown, Boveri & Cie. gegründet, die sich auf Elektrotechnik spezialisiert.
- 1930: Henry Ford legt in Köln den Grundstein für ein Ford-Autowerk.

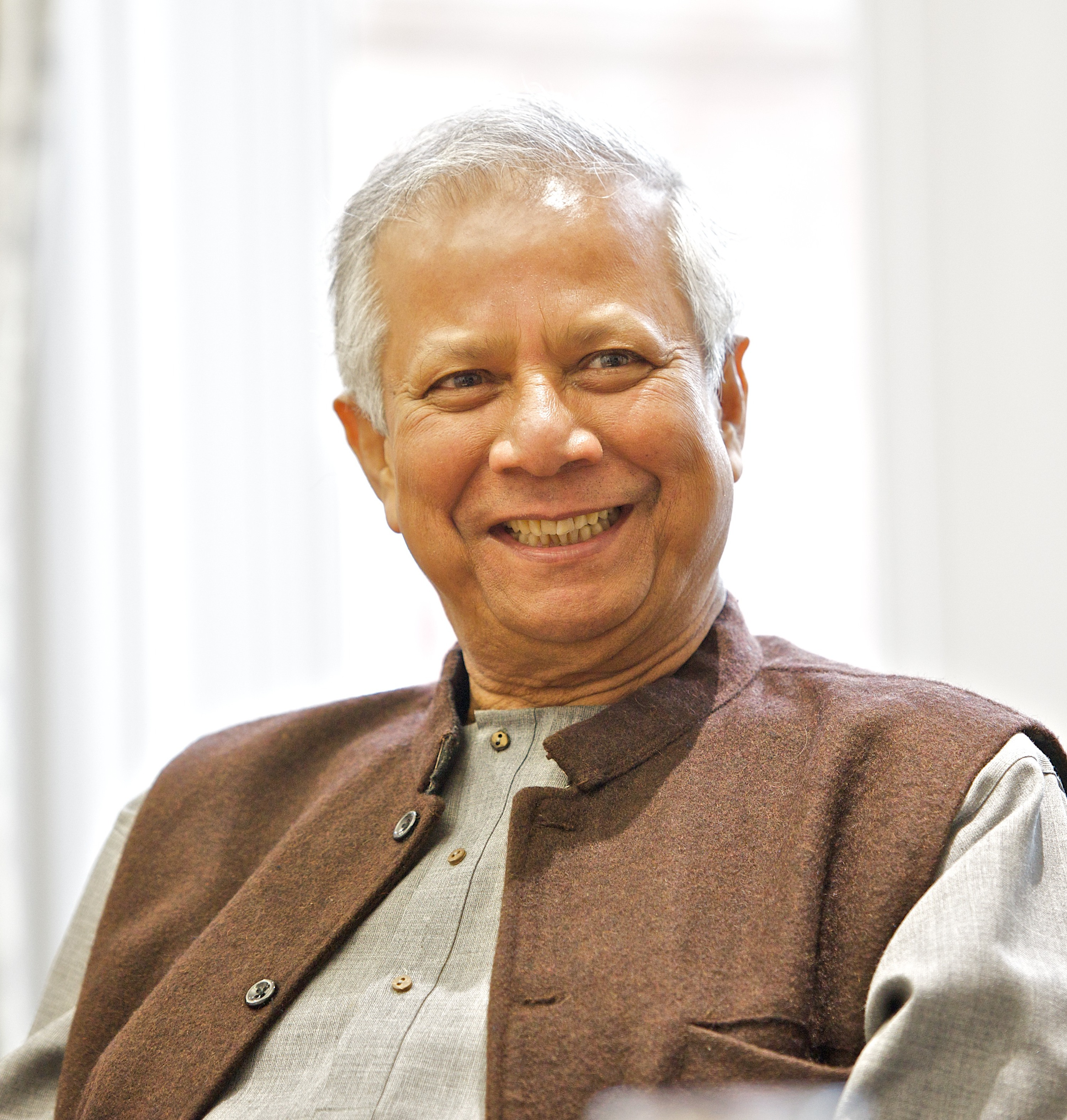
1983: Muhammad Yunus

- 1983: In Bangladesch gründet der Wirtschaftswissenschaftler Muhammad Yunus die Grameen Bank, die an ärmere Menschen Mikrokredite vergibt.
- 1996: Mit der Löschung der AEG Aktiengesellschaft aus dem Handelsregister von Frankfurt am Main enden 113 Jahre Unternehmensgeschichte, in denen die Firma zeitweilig einer der größten Elektrokonzerne der Welt war.
- 2000: Durch den Zusammenschluss der Pro Sieben Media AG (ProSieben, Kabel 1 und N24) und der Sat.1 SatellitenFernsehen entsteht die ProSiebenSat.1 Media AG, das größte deutsche Fernsehunternehmen.
- 2001: Aufgrund einer akuten Liquiditätskrise stellt die Schweizer Fluggesellschaft Swissair ihren Flugbetrieb ein.
- 2008: Das US-Repräsentantenhaus billigt nach zweiwöchigen Verhandlungen das 700 Milliarden US-Dollar schwere Rettungspaket für das Finanzsystem mit 263 zu 171 Stimmen. Den in den USA tätigen Banken sollen damit faule Kredite abgekauft werden, um zu gewährleisten, dass sich Banken untereinander wieder Geld leihen und die Finanzkrise ab 2007 so entschärft wird.
- 2015: Die US-amerikanische Holding Gesellschaft Alphabet Inc., zu der u. a. das Technologieunternehmen Google gehört, wird gegründet.

### Wissenschaft und Technik
- 1608: In der Republik der Vereinigten Niederlande  legt der Brillenmacher Hans Lipperhey dem Rat von Zeeland das erste Fernrohr vor.

1836: Darwins Weltumsegelung

- 1836: Die Beagle unter dem Kommando von Robert FitzRoy mit Charles Darwin an Bord legt nach ihrer Südamerika-Expedition wieder in England an. Darwins Werk wird sich auf Erkenntnisse aus dieser Reise stützen.
- 1845: In Darmstadt wird die Deutsche Morgenländische Gesellschaft (DMG), die älteste wissenschaftliche Vereinigung deutscher Orientalisten, gegründet.
- 1941: Mit der Me 163 A-V4 KE + SW überschreitet Heini Dittmar 1941 bei einem Versuchsflug als erster Mensch die 1000-km/h-Marke mit einem Flugzeug.

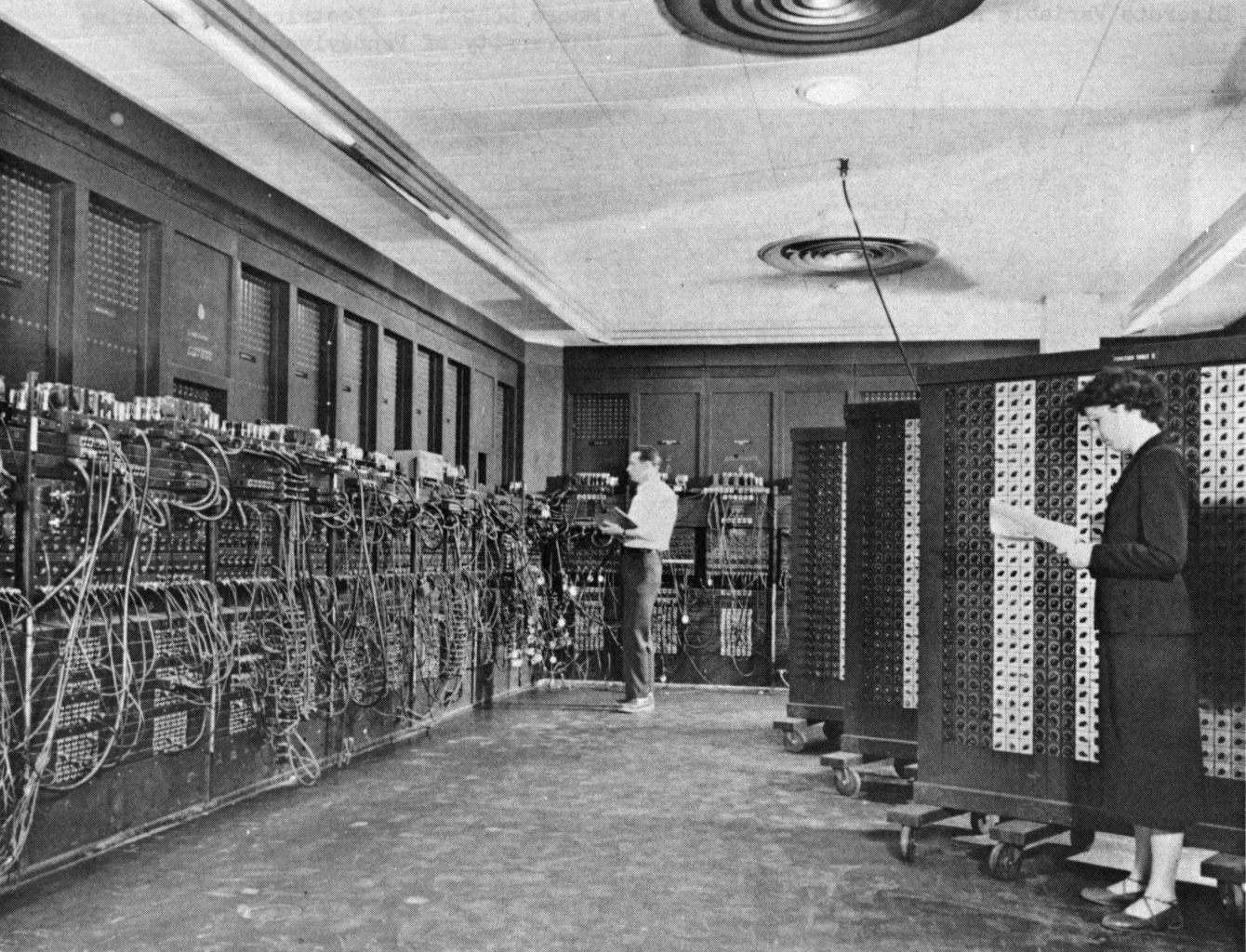
1955: ENIAC

- 1955: ENIAC, der erste elektronische turingmächtige Universalrechner und einer der letzten mit dem Dezimalsystem operierenden Computer, wird abgeschaltet.
- 1984: Die drei sowjetischen Kosmonauten Leonid Denissowitsch Kisim, Wladimir Alexejewitsch Solowjow und Oleg Jurjewitsch Atkow kehren zur Erde zurück. Im Rahmen der Mission Saljut 7 EO-3 haben sie 237 Tage an Bord der Raumstation Saljut 7 im Weltraum zugebracht und damit frühere Langzeitaufenthalte übertroffen.
- 1991: Franz Viehböck startet gemeinsam mit den beiden Kosmonauten Alexander Alexandrowitsch Wolkow und Toqtar Äubäkirow zur russischen Raumstation Mir. Er ist damit der erste Österreicher im All.
- 2023: Die US-amerikanische Federal Communications Commission verhängt zum ersten Mal eine Geldstrafe gegen ein Unternehmen (Dish Network) wegen Nichtentsorgung von Weltraummüll.

### Kultur

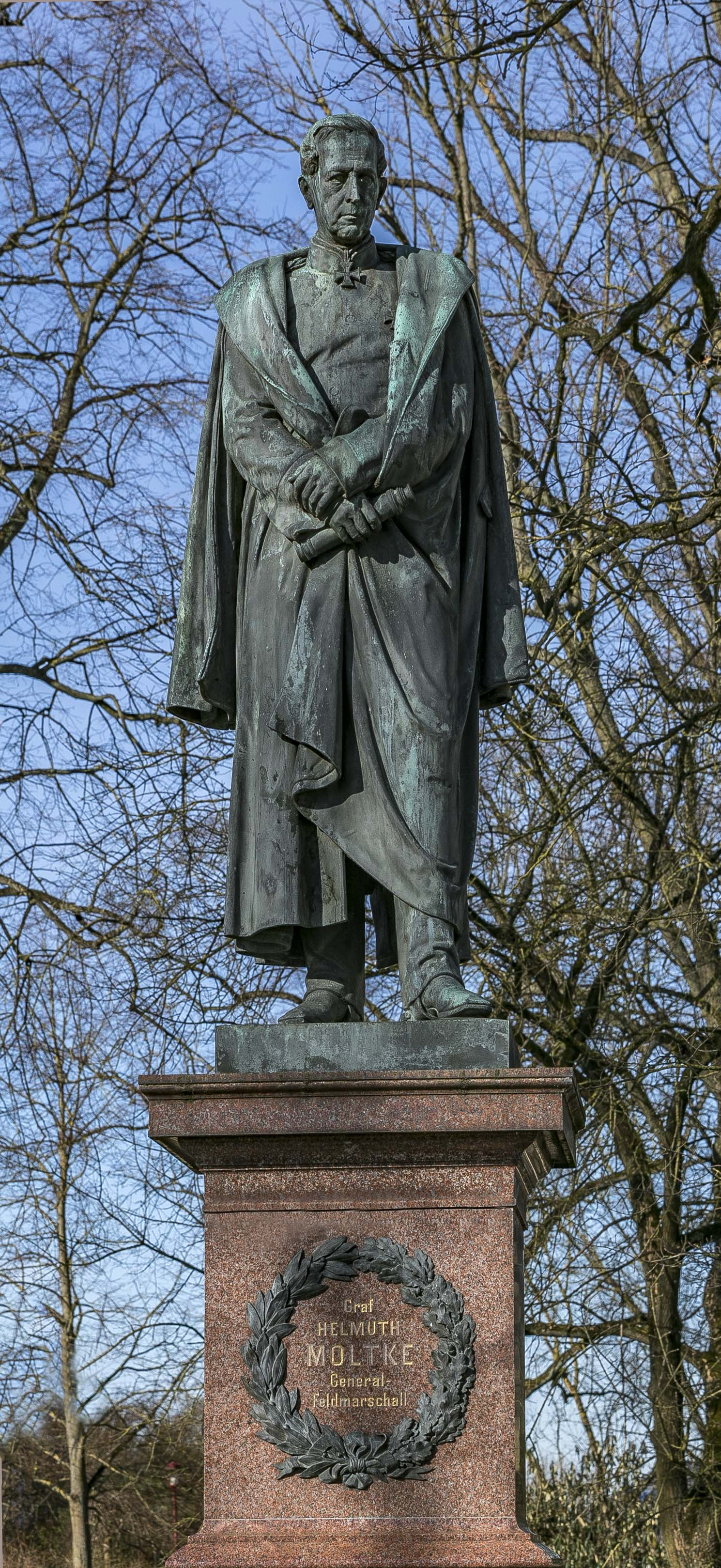
1876: Moltkedenkmal

- 1876: In Parchim wird das erste Moltkedenkmal, das erste große Werk des Bildhauers Ludwig Brunow enthüllt.
- 1886: Am Hamburger Carl-Schultze-Theater findet die Uraufführung der Operette Lorraine von Rudolf Dellinger statt.
- 1897: In Zagreb findet die Uraufführung der Oper Porin (Demeter) von Vatroslav Lisinski statt.
- 1915: In Berlin findet die Uraufführung von Leo Falls Operette Der künstliche Mensch statt.
- 1924: In den USA geht die Radio-Kochsendung Good Food mit Betty Crocker als Galionsfigur auf Sendung.
- 1925: Die 19-jährige Josephine Baker debütiert mit La Revue Négre am Théâtre des Champs-Élysées vor dem Pariser Publikum.
- 1930: In Berlin werden die Sammlungen in Alfred Messels monumentalem Dreiflügelbau des zweiten Pergamonmuseums auf der Museumsinsel eröffnet.
- 1948: Der Hessische Rundfunk wird gegründet.

- 1950: Der Comic-Strip Peanuts von Charles M. Schulz erscheint erstmals in sieben US-amerikanischen Zeitungen.
- 1957: In den Kinos Großbritanniens läuft der Kriegsfilm The Bridge on the River Kwai (Die Brücke am Kwai) an, dessen Filmmusik in der Folge mit dem March from the River Kwai und dem gepfiffenen Colonel Bogey March zum Ohrwurm wird.
- 1959: In den USA wird die erste Folge der Fernsehserie Twilight Zone ausgestrahlt.
- 1976: In Linz findet die Uraufführung von Helmut Eders Oper Der Aufstand statt.
- 1995: Das 3sat-Magazin Kulturzeit wird erstmals ausgestrahlt.
- 1999: Im Theater an der Wien in Wien findet die Uraufführung des Musicals Mozart! von Michael Kunze und Sylvester Levay, mit Uwe Kröger, Yngve Gasoy-Romdal und Eva Maria Marold in den Hauptrollen statt. Regie führt Harry Kupfer.

### Gesellschaft
- 1989: Am Flughafen Wien-Schwechat wird der wegen Mordverdachts und vermutetem Versicherungsbetrug dringend gesuchte Österreicher Udo Proksch trotz seines durch eine Gesichtsoperation veränderten Aussehens bei der Einreise erkannt und festgenommen. Er gilt als Drahtzieher im Fall Lucona.
- 2002: Die Mordserie der Beltway Sniper Attacks beginnt.
- 2006: Charles Carl Roberts dringt in eine Schule für Amische in Nickel Mines im US-Bundesstaat Pennsylvania ein, er schießt zehn Schülerinnen in den Kopf und tötet sich dann selbst. Fünf Schülerinnen sterben bei dieser Amoktat.
- 2012: Das Bundesverfassungsgericht in Karlsruhe urteilt zum Internetfernsehen in einem Grundsatzurteil, dass auch internetfähige Computer der Rundfunkgebührenpflicht unterliegen.
- 2023: Aus Protest gegen die Politik von Bundesgesundheitsminister Karl Lauterbach bleiben deutschlandweit die Praxen tausender Allgemein- und Fachärzte geschlossen.
- 2023: Am New York Supreme Court beginnt die Hauptverhandlung gegen den früheren US-Präsidenten Donald Trump wegen des Vorwurfs des Finanzbetrugs. Der Prozess endet am 16. Februar 2024 mit einer Verurteilung Trumps und seines Unternehmens zur Zahlung einer Geldstrafe in Höhe von 355 Millionen US-Dollar.

### Religion
- 1928: Der Priester Josemaría Escrivá gründet in Madrid innerhalb der römisch-katholischen Kirche die konservative Organisation Praelatura Sanctae Crucis et Opus Dei, kurz Opus Dei.
- 2005: Die 11. ordentliche Vollversammlung der Bischofssynode der katholischen Kirche in Rom wird eröffnet.

### Katastrophen
- 1746: Beim Untergang der französischen Kriegsschiffe Duc d'Orléans, Phénix und Lys in einem Wirbelsturm bei Madras (Indien) sterben etwa 1200 Besatzungsmitglieder.
- 1942: Beim Untergang des Flakkreuzers Curacoa vor der Nordküste Irlands nach einer Kollision mit dem als Truppentransporter fahrenden Passagierschiff Queen Mary kommen 331 Mann der 430 Mann starken Besatzung des Kreuzers ums Leben.
- 1990: Während der Notlandung einer entführten Boeing 737 in Baiyun, Volksrepublik China, kommt es zwischen dem Piloten und dem Entführer zu einem Kampf. Die Maschine gerät außer Kontrolle und rammt zwei weitere Flugzeuge. 132 Menschen sterben.

Kleinere Unglücksfälle sind in den Unterartikeln von Katastrophe und in der Liste von Katastrophen aufgeführt.

### Sport

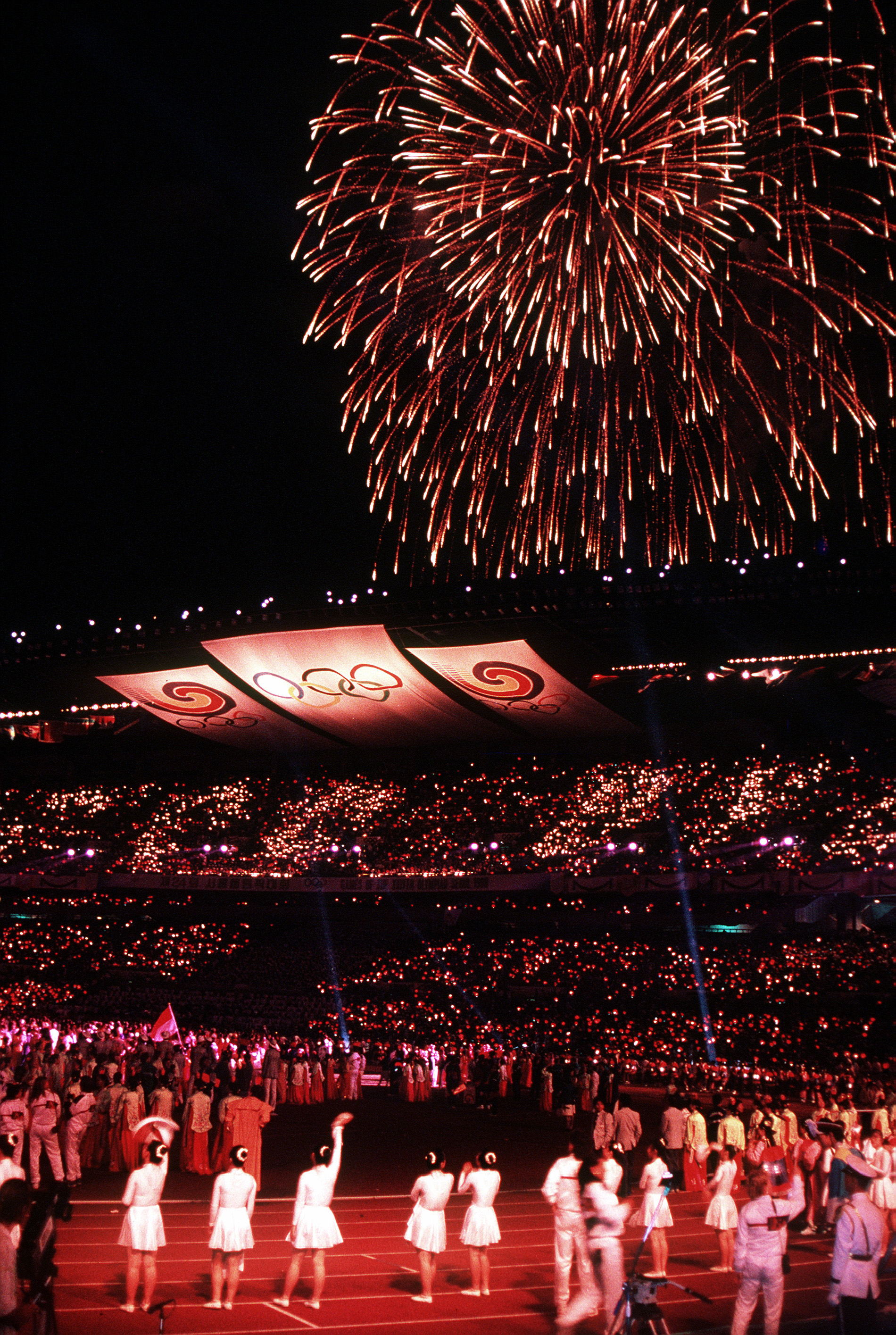
Abschlussfeier in Seoul 1988

- 1960: In São Paulo wird im neu erbauten Morumbi-Stadion das Eröffnungsspiel ausgetragen.
- 1966: Der spanische Fußballverein Atlético Madrid eröffnet sein am Fluss Manzanares gelegenes Stadion, das später in Estadio Vicente Calderón umbenannt wird.
- 1980: Im Caesars Palace in Las Vegas verteidigt Larry Holmes seinen Weltmeistertitel im Schwergewicht gegen Muhammad Ali mit einem Sieg durch technischen K. o. in Runde 11.
- 1988: In Seoul enden die Olympischen Sommerspiele mit einem Feuerwerk. Herausragende Athleten dieser Spiele sind die Schwimmer Kristin Otto mit sechs und Matt Biondi mit fünf Goldmedaille.

Einträge von Leichtathletik-Weltrekorden befinden sich unter der jeweiligen Disziplin unter Leichtathletik.

## Geboren

### Vor dem 18. Jahrhundert
- 0971: Mahmud von Ghazni, Ghanzawidenherrscher
- 1327: Baldus de Ubaldis, italienischer Rechtswissenschaftler
- 1452: Richard III., König von England
- 1470: Isabella, Prinzessin von Aragonien und Kastilien und Königin von Portugal
- 1470: Georg I., Herzog von Münsterberg und Oels, Graf von Glatz
- 1470: Isabella von Aragon, Herzogin von Mailand
- 1519: Rudolf Gwalther, Zürcher reformierter Theologe und Reformator

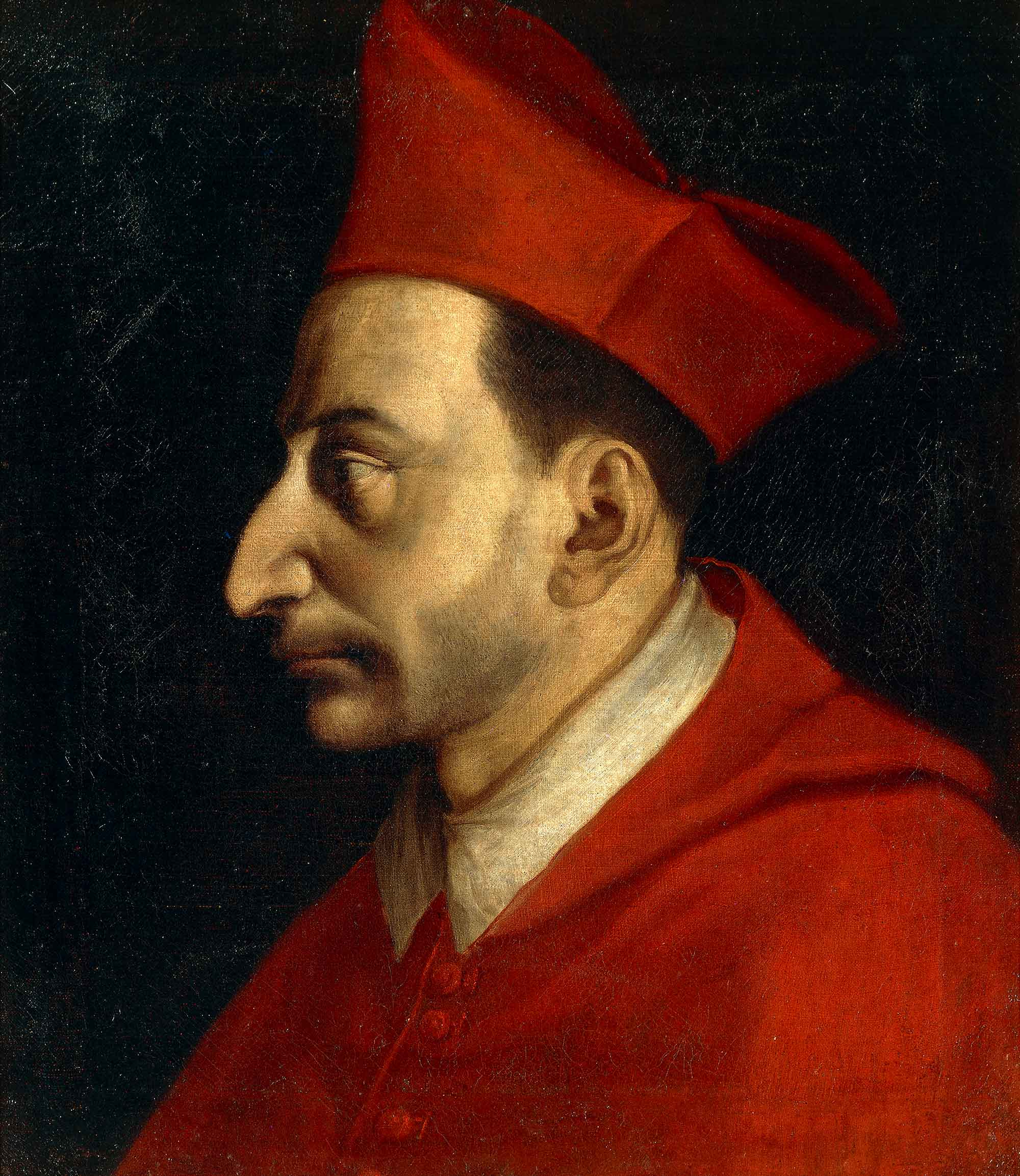
Karl Borromäus (* 1538)

- 1538: Karl Borromäus, Erzbischof von Mailand, Kardinal, bedeutender Vertreter der Gegenreformation
- 1547: Philipp Ludwig, Pfalzgraf und Herzog von Pfalz-Neuburg
- 1550: Rodolfo Acquaviva, italienischer Jesuit und Missionar
- 1576: Gebhard Johann I. von Alvensleben, deutscher Gutsherr, Astronom und Astrologe
- 1582: August, Pfalzgraf und Herzog von Sulzbach
- 1591: Margarita Gonzaga, Herzogin von Lothringen
- 1616: Andreas Gryphius, deutscher Dichter
- 1629: François de Créquy, Marquis de Marines, Marschall von Frankreich
- 1665: Franz Anton von Harrach, Fürstbischof von Wien und Fürsterzbischof von Salzburg
- 1666: Marie Anne de Bourbon, uneheliche Tochter Ludwigs XIV., Fürstin von Conti
- 1667: Louis de Bourbon, Graf von Vermandois, unehelicher Sohn Ludwigs XIV.
- 1682: Birgitte Christine Kaas, dänisch-norwegische Poetin, Kirchenlieddichterin und Übersetzerin
- 1697: Antoine Grimaldi, Regent von Monaco
- 1700: Erasmus Fröhlich, österreichischer Jesuit, Historiker, Bibliothekar und Numismatiker

### 18. Jahrhundert

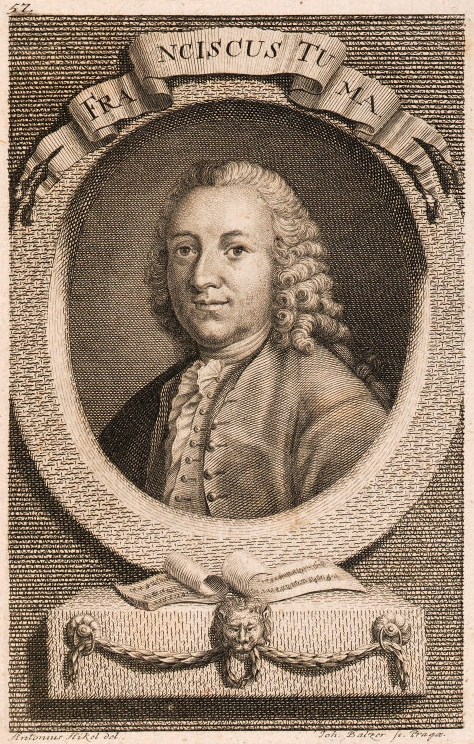
František Ignác Tůma (* 1704)

- 1704: František Ignác Tůma, tschechischer Komponist
- 1708: José de Mascarenhas da Silva e Lencastre, Herzog von Aveiro
- 1712: Johann Friedrich von Alvensleben, deutscher Beamter
- 1712: Louis-Frédéric Petitpierre, Schweizer evangelischer Geistlicher
- 1718: Louisa Catharina Harkort, deutsche Unternehmerin
- 1718: Elizabeth Montagu, englische Salondame, Schriftstellerin und Mäzenin, Mitbegründerin der Blaustrumpf-Bewegung
- 1721: Tia Weil, Oberlandesrabbiner in Baden und rabbinischer Gelehrter
- 1722: Philipp Friedrich von Rieger, württembergischer Generalmajor
- 1727: Johann Ignaz Schiffermüller, österreichischer Zoologe
- 1737: Francis Hopkinson, US-amerikanischer Jurist und Politiker, Unterzeichner der Unabhängigkeitserklärung, Mitglied des Kontinentalkongresses
- 1741: Augustin Barruel, französischer Geistlicher, konservativer Publizist und Historiker
- 1741: Johann Christian von Mannlich, deutscher Maler und Architekt

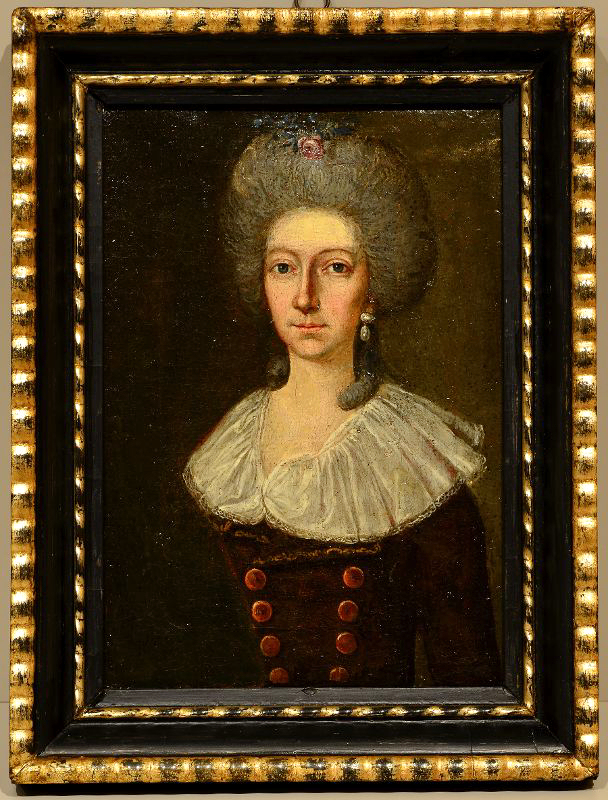
Auguste Dorothea von Braunschweig-Wolfenbüttel (* 1741)

- 1749: Auguste Dorothea von Braunschweig-Wolfenbüttel, Äbtissin im Stift Gandersheim
- 1750: David Levade, Schweizer evangelischer Geistlicher und Hochschullehrer
- 1752: Jeanne Louise Henriette Campan, Kammerfrau der französischen Königin Marie Antoinette
- 1752: Joseph Ritson, englischer Antiquar und Rechtsgelehrter
- 1754: Louis-Gabriel-Ambroise de Bonald, französischer Staatsmann und Philosoph
- 1755: Hannah Adams, US-amerikanische Schriftstellerin
- 1756: Józef Javurek, böhmischer Pianist, Dirigent und Komponist
- 1761: Karl Friedrich Reinhard, französischer Diplomat, Staatsmann und Schriftsteller
- 1763: Thaddäus Müller, Schweizer Theologe
- 1768: François Pierre Amey, französischer General

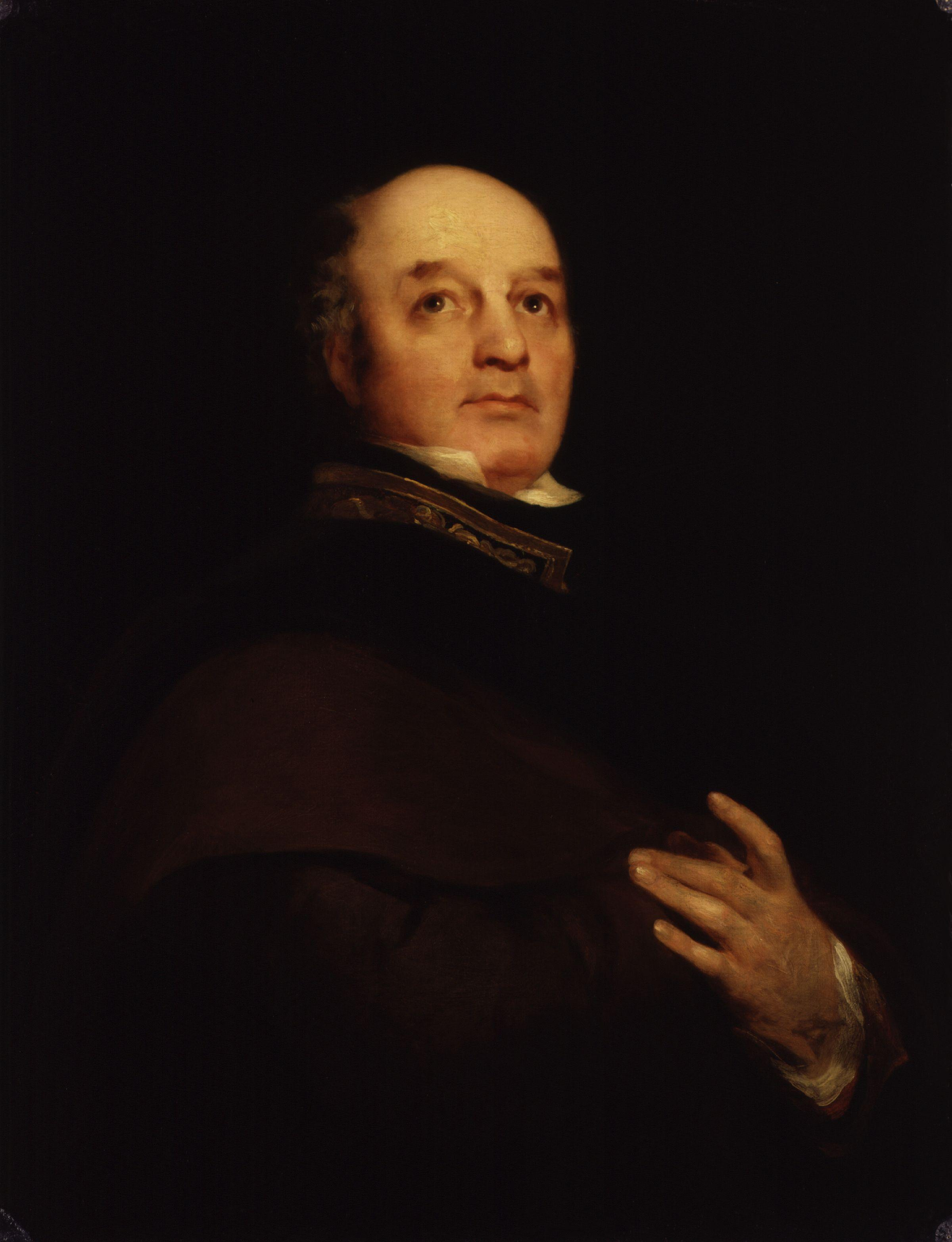
William Beresford (* 1768)

- 1768: William Beresford, 1. Viscount Beresford, britischer General, portugiesischer Marschall, britischer Militärbefehlshaber in Portugal
- 1769: Joseph McIlvaine, US-amerikanischer Politiker, Senator
- 1774: Gustav Ludwig Ferdinand Raabe, sächsischer General der Artillerie
- 1781: William Wyatt Bibb, US-amerikanischer Politiker, Mitglied des Repräsentantenhauses, Senator, erster Gouverneur von Alabama
- 1787: Albrecht Besserer von Thalfingen, bayerischer General und Kriegsminister
- 1792: Pierre Martin Rémi Aucher-Éloy, französischer Botaniker und Forschungsreisender
- 1800: Wilhelm Heinrich Jobelmann, deutscher Bürgerrepräsentant und Stadtgeschichtsschreiber von Stade
- 1800: Felix zu Schwarzenberg, österreichischer Staatsmann, Diplomat und Offizier, Ministerpräsident
- 1800: Nat Turner, US-amerikanischer Sklave und Revolutionär

### 19. Jahrhundert

#### 1801–1850
- 1808: Franz Limmer, österreichischer Komponist
- 1813: Johann Friedrich Palm, deutscher Altphilologe und Lexikograf
- 1814: Friedrich Pecht, deutscher Historien- und Porträtmaler, Lithograf und Kunstschriftsteller
- 1816: Siegfried Saloman, dänischer Komponist
- 1817: Gunnar Wennerberg, schwedischer Dichter, Komponist, Beamter und Politiker

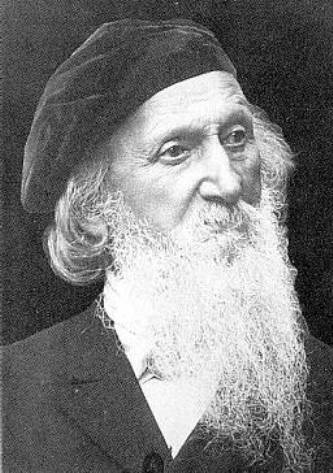
Conrad Wilhelm Hase (* 1818)

- 1818: Conrad Wilhelm Hase, deutscher Architekt
- 1821: Nino Bixio, italienischer Freiheitskämpfer
- 1826: Paul Emmanuel Spieker, deutscher Architekt
- 1827: Julius Carl Friedrich Aßmann, deutscher Uhrmacher
- 1832: Edward B. Tylor, britischer Anthropologe, gilt als Begründer der Sozialanthropologie
- 1834: Jürgen Friedrich Ahrens, deutscher Lehrer und Heimatdichter
- 1834: Ludolf von Bismarck, deutscher Politiker und Landeshauptmann des Kreises Stendal
- 1834: Anna Versing-Hauptmann, deutsche Bühnenschauspielerin und Schriftstellerin
- 1839: Hans Thoma, deutscher Landschafts- und Porträtmaler, Grafiker
- 1845: Gottfried Zumoffen, Schweizer Jesuit und Archäologe
- 1847: Paul von Hindenburg, deutscher General, Reichspräsident

#### 1851–1900
- 1852: William O’Brien, irischer Journalist und Politiker

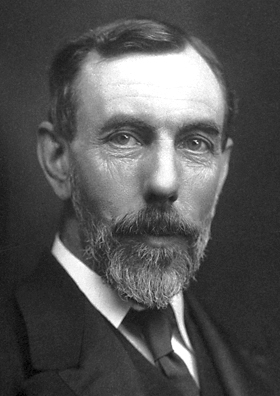
William Ramsay (* 1852)

- 1852: William Ramsay, britischer Chemiker, Entdecker der Edelgase, Nobelpreisträger
- 1857: Marthinus Theunis Steyn, Präsident des Oranje-Freistaats
- 1858: Elisabeth Lüderitz, deutsche Künstlerin
- 1859: Paul Matting, deutscher Verwaltungsjurist und Mitglied des Preußischen Herrenhauses
- 1860: Hans Arnold, deutscher Bildhauer
- 1861: Friedrich Simon Archenhold, deutscher Astronom
- 1862: Karl Ebermaier, deutscher Gouverneur von Kamerun
- 1864: Lodewijk-Jozef Delebecque, belgischer Bischof
- 1866: Friedrich Grützmacher, deutscher Cellist
- 1867: Karl Armbrust, deutscher Maler
- 1867: Theodore F. Green, US-amerikanischer Politiker, Gouverneur von Rhode Island, Senator
- 1867: Fritz Held, deutscher Unternehmer und Automobilrennfahrer

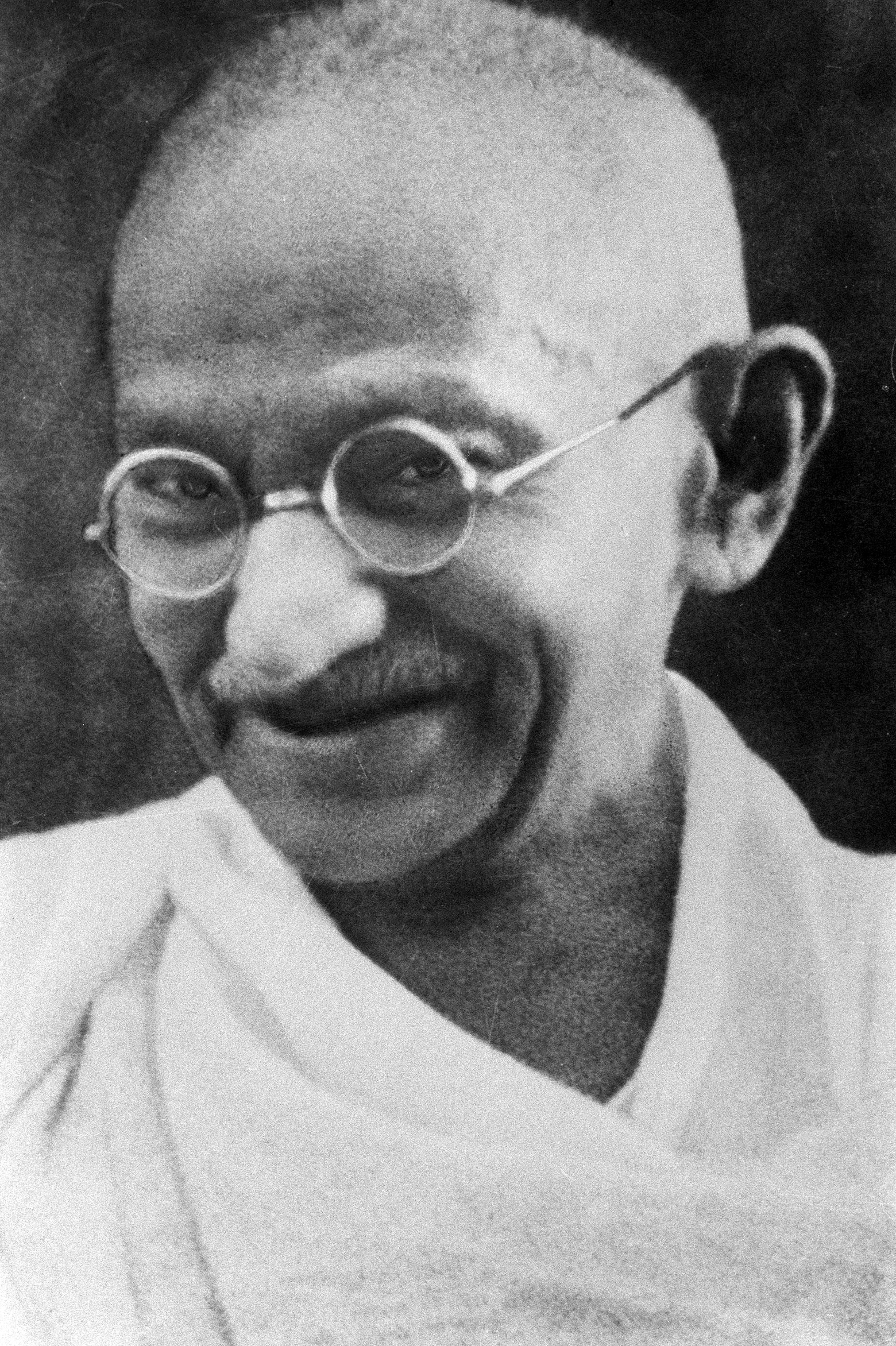
Mahatma Gandhi (* 1869)

- 1869: Mahatma Gandhi, indischer Rechtsanwalt, Publizist, Morallehrer, Asket und Pazifist
- 1870: Hans Affolter, Schweizer Jurist und Politiker (SP)
- 1870: Wilhelm Taurit, deutsch-baltischer Pastor und evangelischer Märtyrer
- 1871: Cordell Hull, US-amerikanischer Jurist und Politiker, Außenminister, Nobelpreisträger
- 1878: G. D. Cunningham, englischer Organist und Musikpädagoge
- 1878: Henriette Betty Elisabeth Heick, deutsche Malerin
- 1879: Wilhelm Kosch, österreichischer Literaturhistoriker und Lexikograf
- 1879: Wallace Stevens, US-amerikanischer Lyriker
- 1879: Joseph Stoffels, deutscher katholischer Weihbischof von Köln
- 1882: Martin Armstrong, britischer Schriftsteller, Dichter, Herausgeber und Journalist
- 1883: Lesley Ashburner, US-amerikanischer Hürdenläufer
- 1883: Bartholomäus Koßmann, deutscher Politiker, MdL, MdR, Widerstandskämpfer gegen den Nationalsozialismus
- 1886: Leon Hirsch, deutscher Buchhändler, Drucker, Verleger, Veranstalter und Kabarett-Leiter

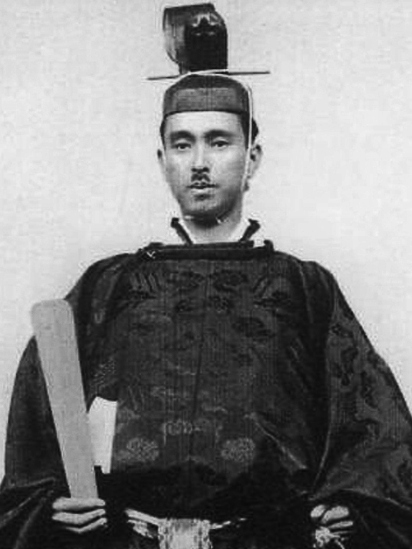
Asaka Yasuhiko (* 1887)

- 1887: Asaka Yasuhiko, japanischer Adeliger und General
- 1889: Maximilian de Angelis, österreichischer Generalmajor
- 1890: Friedrich Griese, deutscher Schriftsteller
- 1890: Groucho Marx, US-amerikanischer Komiker und Schauspieler (Marx-Brothers)
- 1891: Hubertus von Aulock, deutscher Offizier
- 1891: Jossyp Bokschaj, ukrainischer Maler
- 1891: Wanda Chmielowska, polnische Pianistin und Musikpädagogin
- 1892: Ernst Sagebiel, deutscher Architekt
- 1892: Henry Victor, britisch-amerikanischer Schauspieler
- 1893: Orland K. Armstrong, US-amerikanischer Politiker
- 1893ː Katō Sechi, japanische Chemikerin
- 1895: Bud Abbott, US-amerikanischer Komiker und Schauspieler
- 1896: Sally Elizabeth Carlson, US-amerikanische Mathematikerin
- 1896: Jacques Duclos, französischer Politiker
- 1899: Herbert B. Fredersdorf, deutscher Filmregisseur

### 20. Jahrhundert

#### 1901–1925
- 1901: Walther Aeschbacher, Schweizer Dirigent und Komponist
- 1901: Thomas Ashton, britischer Peer und Politiker
- 1901: Charles Stark Draper, US-amerikanischer Ingenieur
- 1901: Alice Prin, französische Sängerin, Schauspielerin, Modell und Malerin
- 1902: Leopold Figl, österreichischer Politiker
- 1904: Graham Greene, britischer Schriftsteller
- 1904: Lal Bahadur Shastri, indischer Politiker, Regierungschef
- 1905: Enchi Fumiko, japanische Schriftstellerin
- 1905: George Gibson, US-amerikanischer American-Football-Spieler
- 1905: Hemaiag Bedros XVII. Guedikian, Patriarch von Kilikien
- 1905: Gustav Wiederkehr, Schweizer Fußballfunktionär
- 1907: Ria Deeg, deutsche Widerstandskämpferin gegen den Nationalsozialismus
- 1907: Víctor Paz Estenssoro, bolivianischer Politiker und viermaliger Präsident Boliviens

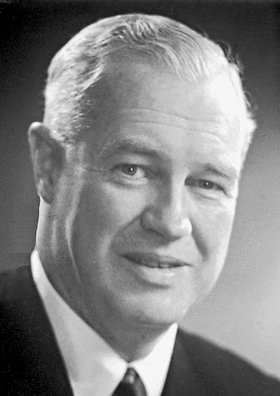
Alexander Robertus Todd (* 1907)

- 1907: Alexander Robertus Todd, britischer Chemiker, Nobelpreisträger
- 1909: David Hempstead, US-amerikanischer Filmproduzent und Drehbuchautor
- 1909: Alex Raymond, US-amerikanischer Comiczeichner (Flash Gordon)
- 1910: Giorgio Agliani, italienischer Filmproduzent
- 1910: Henry Nielsen, dänischer Mittel- und Langstreckenläufer
- 1910: Aldo Olivieri, italienischer Fußballspieler und -trainer
- 1910: Takeuchi Yoshimi, japanischer Sinologe und Kulturtheoretiker
- 1911: Hermann Adler, deutscher Schriftsteller und Publizist

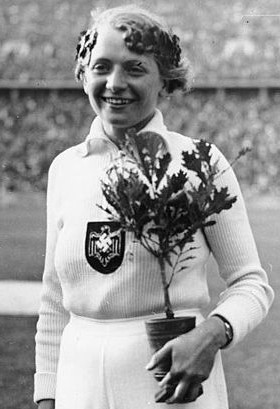
Tilly Fleischer (* 1911)

- 1911: Tilly Fleischer, deutsche Leichtathletin, Olympiasiegerin
- 1911: Pascal Rywalski, Schweizer Kapuziner und Generalminister
- 1912: Anthony Rayappa Arulappa, Erzbischof von Madras-Mylapore
- 1913: Georg Hansemann, österreichischer Religionspädagoge und Priester
- 1913: Annette Rogers, US-amerikanische Leichtathletin, Olympiasiegerin
- 1915: Pearl Palmason, kanadische Geigerin
- 1916: Ángel Suquía Goicoechea, Erzbischof von Santiago de Compostela und Madrid, Kardinal
- 1916: Leonard C. Lewin, US-amerikanischer Schriftsteller und Satiriker
- 1917: Christian de Duve, belgischer Biochemiker, Nobelpreisträger
- 1919: Hans Günther Aach, deutscher Botaniker
- 1919: Alex Crisovan, Schweizer Schachjournalist, -autor und -funktionär
- 1919: John W. Duarte, britischer Komponist, Gitarrist, Musikpädagoge und -kritiker
- 1919: Jan Flinterman, niederländischer Automobilrennfahrer
- 1920: Giuseppe Colombo, italienischer Ingenieur und Mathematiker

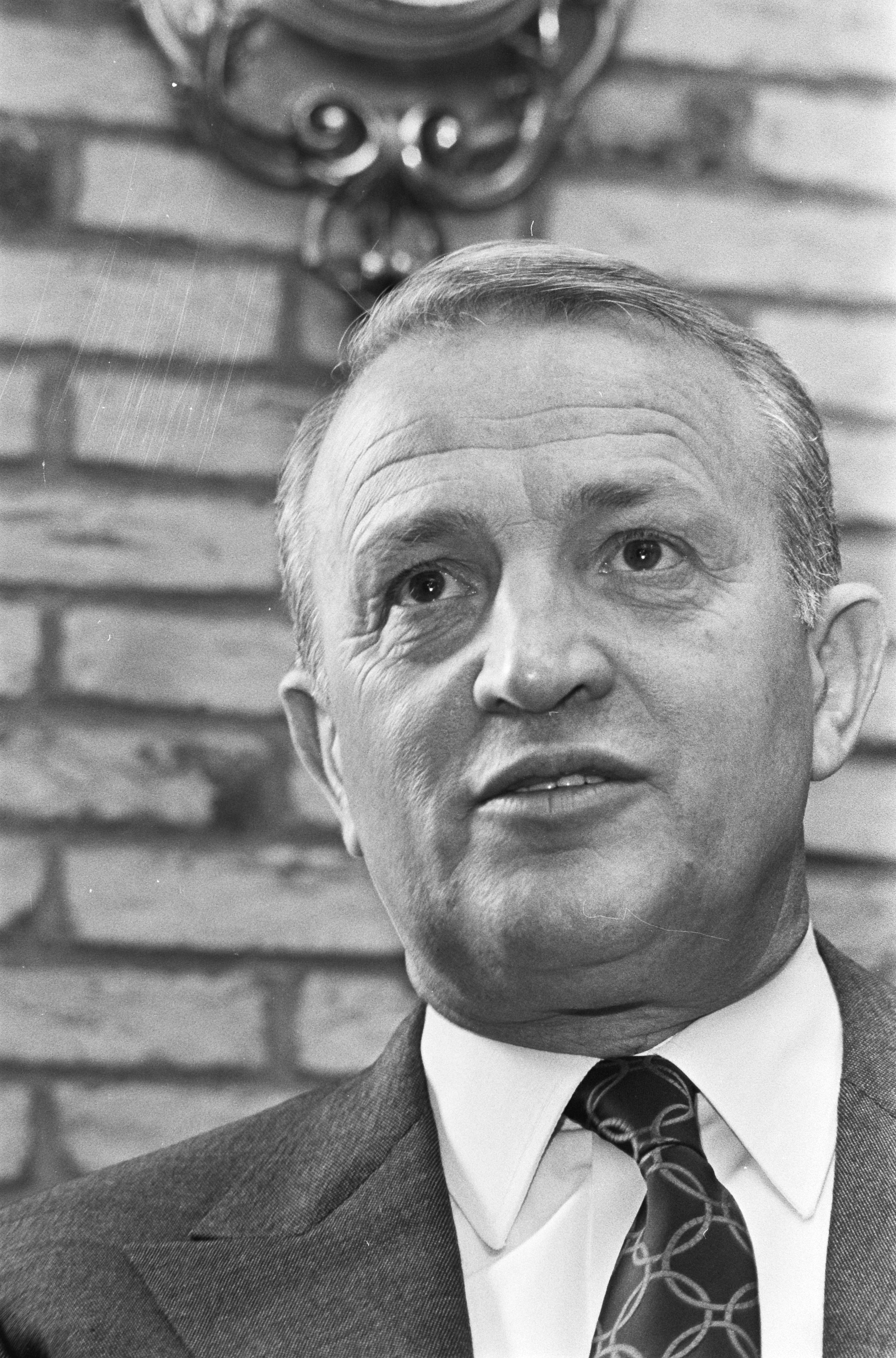
Ștefan Kovács (* 1920)

- 1920: Ștefan Kovács, rumänischer Fußballspieler und -trainer
- 1921: Mike Nazaruk, US-amerikanischer Automobilrennfahrer
- 1921: Giorgio Scarlatti, italienischer Automobilrennfahrer
- 1921: Albert Scott Crossfield, US-amerikanischer Testpilot
- 1922: Otmar Mácha, tschechischer Komponist
- 1923: Hans Hausmann, Schweizer Schauspieler, Regisseur, Übersetzer und Hörspielautor
- 1924: Gilbert Simondon, französischer Philosoph
- 1925: Paul Goldsmith, US-amerikanischer Motorrad- und Automobilrennfahrer
- 1925: Alois Piňos, tschechischer Komponist und Musikpädagoge
- 1925: Kin Sekihan, japanischer Schriftsteller
- 1925: Phil Urso, US-amerikanischer Jazzsaxophonist

#### 1926–1950
- 1927: Mary Jeanne van Appledorn, US-amerikanische Komponistin
- 1927: Margot Leonard, deutsche Schauspielerin und Synchronsprecherin
- 1927: Francis Matthews, britischer Schauspieler

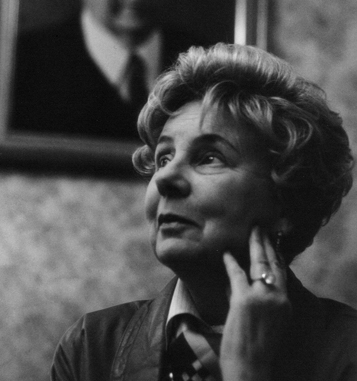
Uta Ranke-Heinemann (* 1927)

- 1927: Uta Ranke-Heinemann, deutsche katholische Theologin und Autorin
- 1927: Gerhard Steffens, deutscher Politiker, MdL
- 1928: Oswalt Kolle, deutsch-niederländischer Journalist, Autor und Filmproduzent
- 1928: George McFarland, US-amerikanischer Schauspieler
- 1928: Ted Nichols, US-amerikanischer Komponist, Arrangeur, Dirigent und Musikpädagoge
- 1928: Willy Tröger, deutscher Fußballspieler
- 1930: David Barrett, kanadischer Politiker
- 1930: Günter Kochan, deutscher Komponist
- 1931: Keith Campbell, australischer Motorradrennfahrer
- 1931: Pierre Cogen, französischer Organist, Komponist und Musikpädagoge
- 1932: Masanobu Deme, japanischer Regisseur
- 1933: Ernesto Melo Antunes, portugiesischer Offizier

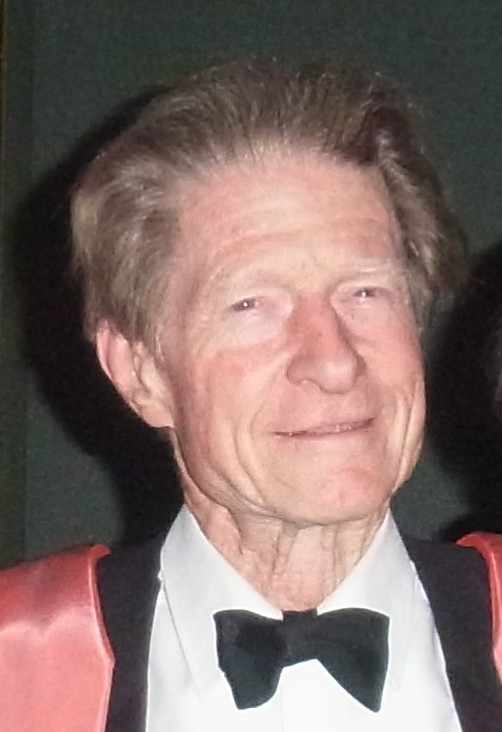
John Gurdon (* 1933)

- 1933: John Gurdon, britischer Entwicklungsbiologe, Nobelpreisträger
- 1933: Ulrich Gleichmann, deutscher Kardiologe
- 1933: Phill Niblock, US-amerikanischer Multi-Media-Künstler und Komponist
- 1933: Giuliano Sarti, italienischer Fußballspieler
- 1935ː Noriko Ohara, japanische Synchronsprecherin
- 1935: Franco Oppo, italienischer Komponist
- 1935: John Stanley Lockhart, australischer Jurist und Richter des Federal Court of Australia und Mitglied des WTO Appellate Body
- 1935: Omar Sívori, argentinisch-italienischer Fußballspieler und -trainer
- 1936: Lutz Zülicke, deutscher Chemiker
- 1938: Nick Gravenites, US-amerikanischer Sänger, Songschreiber und Produzent
- 1939: Özcan Arkoç, türkischer Fußballspieler und -trainer
- 1939: Sonning Augstin, deutscher Wirtschaftsingenieur und Politiker
- 1939: Rolf Diethelm, Schweizer Eishockeyspieler und -trainer
- 1939: Julio Osorio, panamaischer Basketballspieler
- 1940: Hans-Jürgen Audehm, deutscher Fachbuchautor

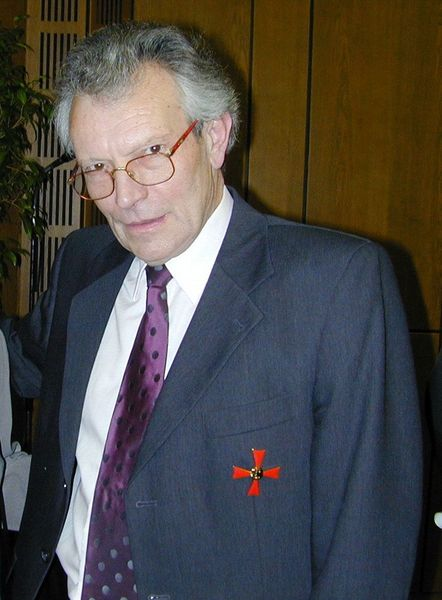
Werner Dörflinger (* 1940)

- 1940: Werner Dörflinger, deutscher Politiker, MdB
- 1940: Gheorghe Gruia, rumänischer Handballspieler
- 1940: Herbert Riehl-Heyse, deutscher Journalist und Autor
- 1940: Peter Rummel, österreichischer Jurist
- 1941: Achille Casanova, Schweizer Regierungssprecher
- 1941: Hilbert Meyer, deutscher Schulpädagoge
- 1942: Manfred Zapatka, deutscher Schauspieler
- 1943: Bruno Jelk, Schweizer Bergretter
- 1943: Joachim Hermann Luger, deutscher Schauspieler
- 1943: Eduardo Serra, portugiesisch-französischer Kameramann
- 1943: Paul Van Himst, belgischer Fußballspieler und -trainer
- 1944: Abas Arslanagić, bosnisch-herzegowinischer Handballspieler und -trainer
- 1944: Ton Koopman, niederländischer Dirigent
- 1944: Inge Maux, österreichische Schauspielerin
- 1944: Älschan Scharmuchamedow, sowjetischer Basketballspieler
- 1945: Wiktor Iwanowitsch Anpilow, russischer Politiker

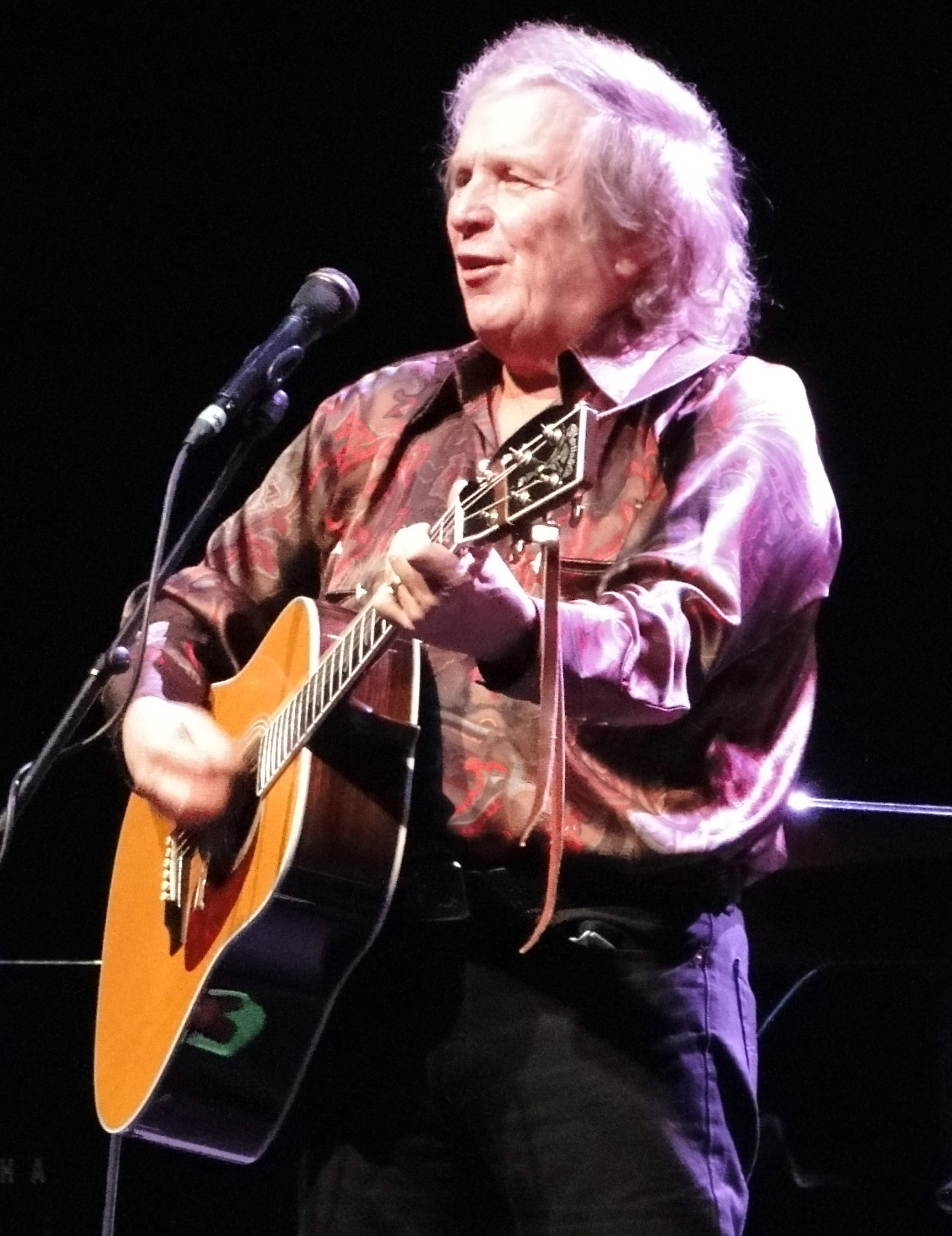
Don McLean (* 1945)

- 1945: Don McLean, US-amerikanischer Sänger
- 1946: Jean-Jacques Aillagon, französischer Politiker
- 1946: Glorianda Cipolla, italienische Skirennläuferin
- 1946: Ron Griffiths, britischer Rockmusiker
- 1946: Marie-Georges Pascal, französische Schauspielerin
- 1947: Frank Günther, deutscher Übersetzer
- 1947: Květoslav Mašita, tschechoslowakischer Endurosportler
- 1947: Dieter Pfaff, deutscher Schauspieler
- 1947: Christa Prets, österreichische Politikerin, MdEP
- 1947: Janusz Rat, deutscher Zahnarzt und Standespolitiker
- 1947: Faye-Ellen Silverman, US-amerikanische Komponistin, Pianistin und Musikpädagogin
- 1948: Gerd-Axel Ahrens, deutscher Bauingenieur und Verkehrsplaner
- 1948: Siim Kallas, estnischer Politiker, EU-Kommissar

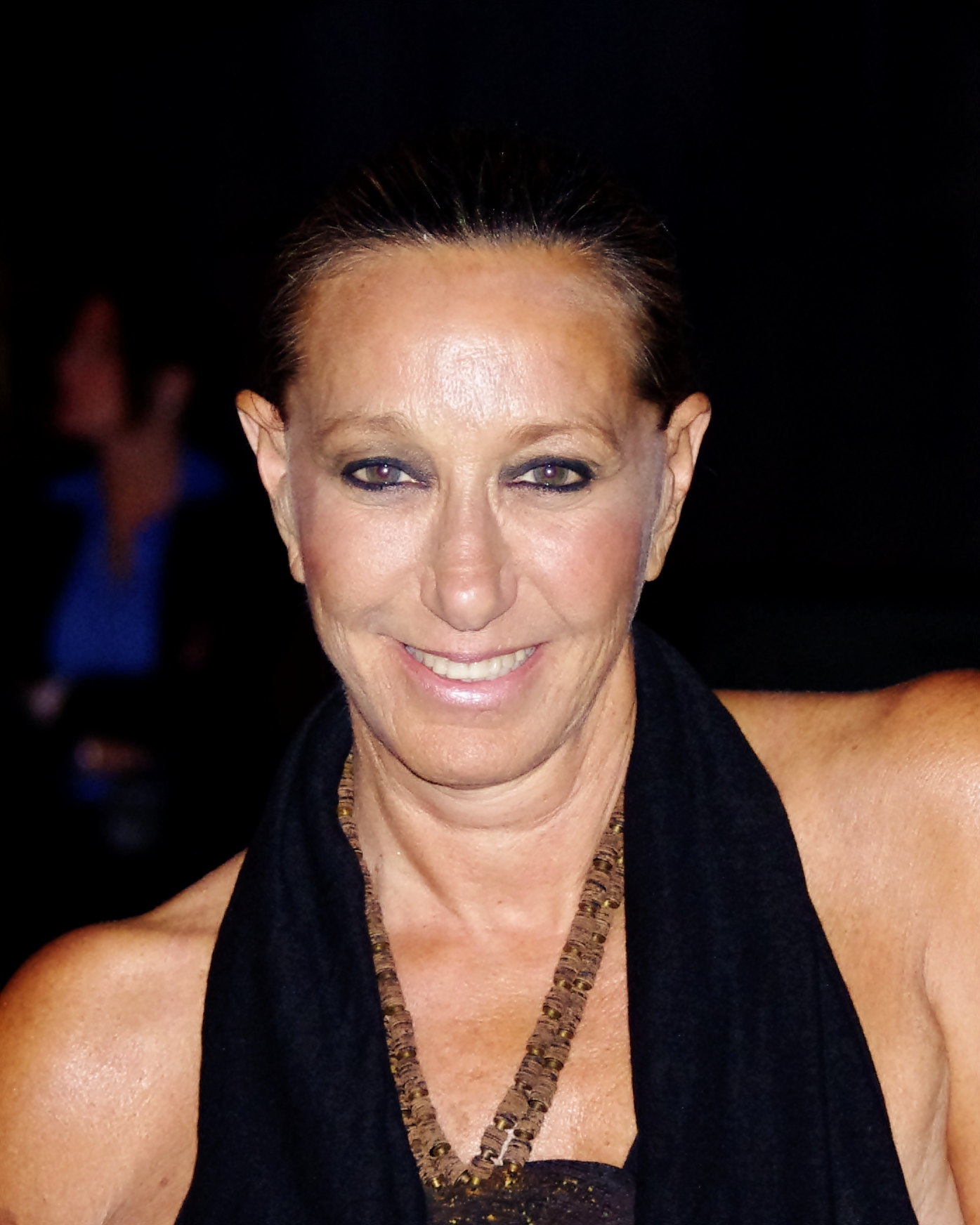
Donna Karan (* 1948)

- 1948: Donna Karan, US-amerikanische Modedesignerin
- 1948: Chris LeDoux, US-amerikanischer Country-Sänger und Rodeoreiter
- 1948: Ramesh Mishra, indischer Sarangispieler
- 1948: Anna Mitgutsch, österreichische Schriftstellerin
- 1948: Jochen Sachse, deutscher Leichtathlet, Olympiamedaillengewinner
- 1949: Michael Bleekemolen, niederländischer Automobilrennfahrer
- 1949: Richard Hell, US-amerikanischer Musiker und Schriftsteller
- 1949: Annie Leibovitz, US-amerikanische Fotografin
- 1950: Heinz Lau, deutscher Priester
- 1950: Mike Rutherford, britischer Musiker, Sänger und Songschreiber
- 1950: Manfred G. Dinnes, deutscher Maler, Bildhauer, Autor und Regisseur

#### 1951–1975
- 1951: François Abou Salem, französisch-palästinensischer Komödiant, Autor und Regisseur
- 1951: Romina Power, italienisch-amerikanische Sängerin und Schauspielerin

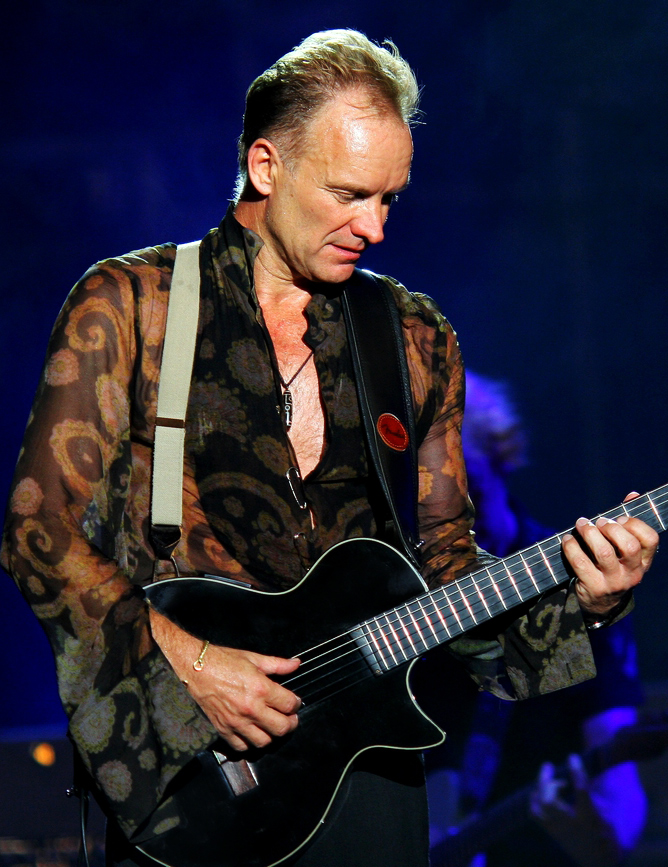
Sting (* 1951)

- 1951: Sting, britischer Rock-Musiker, Sänger und Schauspieler
- 1951: Coco Montoya, US-amerikanischer Bluesgitarrist
- 1952: Ilka Hügel, deutsche Schauspielerin und Regisseurin
- 1952: Saleemul Huq, bangladeschischer Klimawissenschaftler
- 1953: Edda Klatte, deutsche Leichtathletin
- 1953: Elke Klatte, deutsche Leichtathletin
- 1954: Lorraine Bracco, US-amerikanische Schauspielerin
- 1954: Raúl Vilches, kubanischer Volleyballspieler
- 1955: Philip Oakey, britischer Sänger und Songschreiber
- 1958: Kim Andersen, dänischer Radrennfahrer
- 1958: Árni M. Mathiesen, isländischer Politiker
- 1958: Sami Solanki, Schweizer Astronom

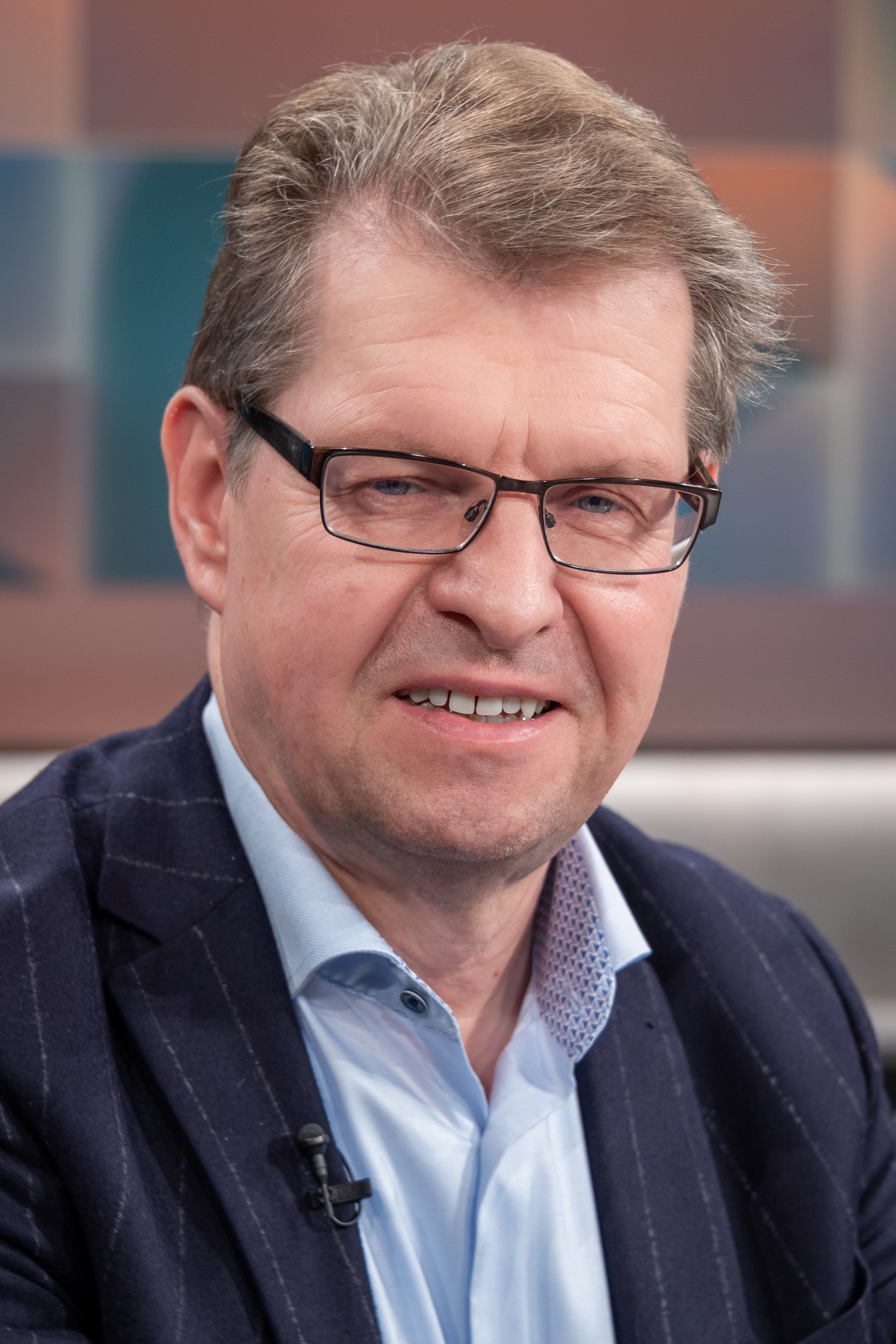
Ralf Stegner (* 1959)

- 1959: Ralf Stegner, deutscher Politiker, MdL, Landesminister
- 1959: Saúl Vera, venezolanischer Mandolinen- und Bandolaspieler
- 1960: Glenn Anderson, kanadischer Eishockeyspieler
- 1960: Volker Beck, deutscher Fußballspieler
- 1960: LeeLee Morrison, kanadische Freestyle-Skierin
- 1960: Terence Winter, US-amerikanischer Drehbuchautor und Produzent
- 1961: Katharina Grosse, deutsche Künstlerin
- 1961: Margo Kõlar, estnischer Komponist
- 1962: Gerd Weinmann, deutscher Fußballspieler
- 1963: Tony Agana, englischer Fußballspieler
- 1964: Macharbek Chasbijewitsch Chadarzew, russischer Ringer

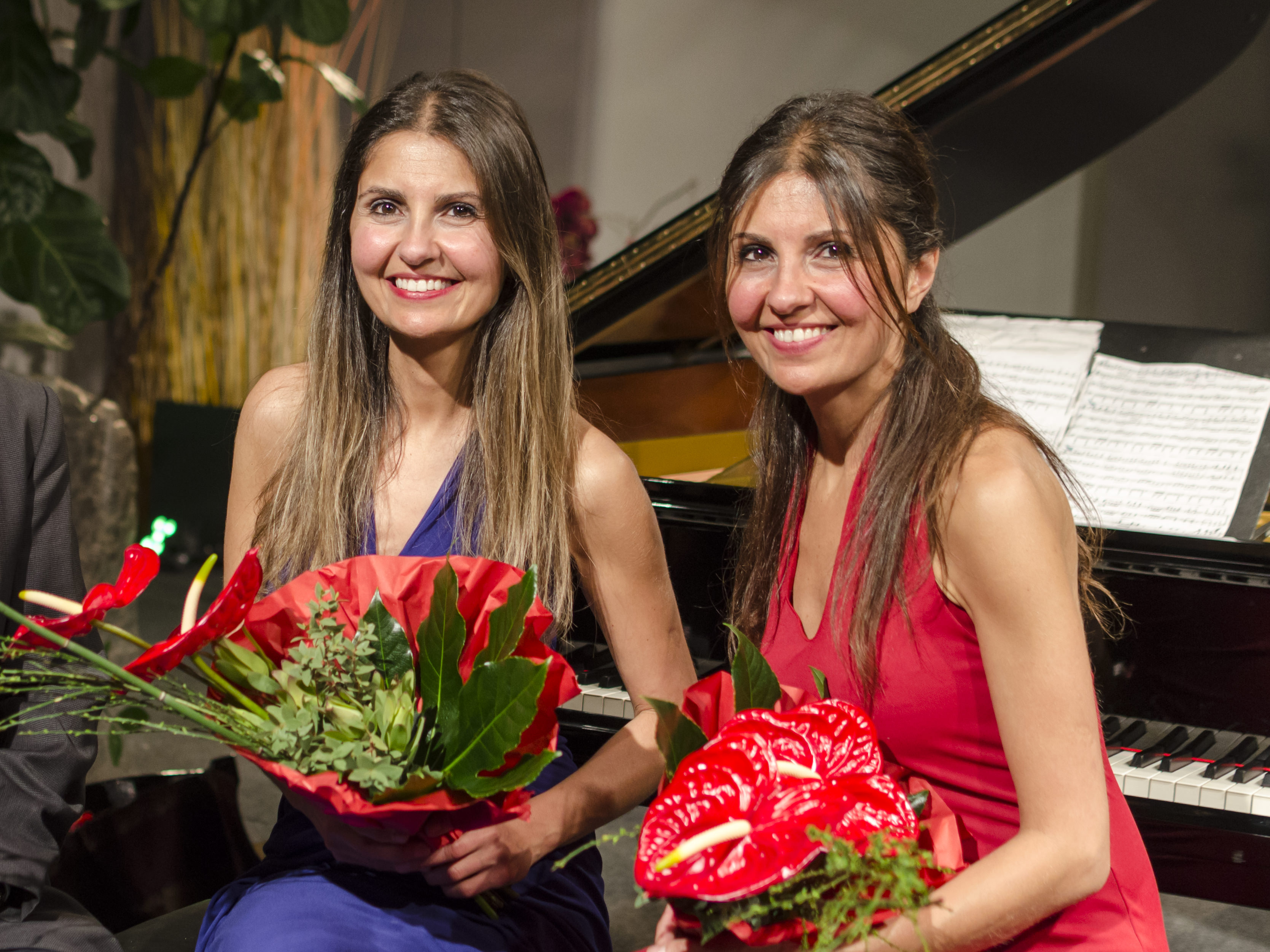
Ferhan & Ferzan Önder (* 1965)

- 1965: Ferhan & Ferzan Önder, türkisch-österreichische Pianistinnen
- 1965: Hannes Schäfer, deutscher Musiker und Arzt
- 1966: Frank Augustin, deutscher Radrennfahrer
- 1966: Mousse T., deutscher Musiker und Produzent
- 1967: Frank Fredericks, namibischer Sprinter
- 1967: Thomas Muster, österreichischer Tennisspieler
- 1968: Jana Novotná, tschechische Tennisspielerin
- 1969: Mustafa Atici, schweizerischer Politiker
- 1969: Badly Drawn Boy, britischer Musiker
- 1969: Peter Gerfen, deutscher Handballspieler und -trainer

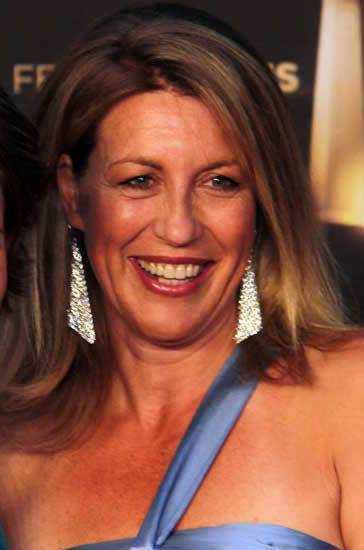
Anne Gesthuysen (* 1969)

- 1969: Anne Gesthuysen, deutsche Journalistin und Moderatorin
- 1970: Klaus Schmeh, deutscher Sachbuchautor
- 1971: Sandra Carstensen, deutsche Politikerin
- 1971: Tiffany, US-amerikanische Sängerin
- 1971: Xavier Naidoo, deutscher Soul- und R&B-Sänger (Söhne Mannheims)
- 1971: James Root, US-amerikanischer Gitarrist (Slipknot)
- 1973ː Daniela Larreal, venezolanische Radrennfahrerin
- 1973: Sascha Reimann, deutscher Rapper und Schauspieler
- 1973: Proof, US-amerikanischer Rapper (D12)
- 1975: Ubaid ad-Dusari, saudi-arabischer Fußballspieler

#### 1976–2000
- 1976: Eric Burlison, US-amerikanischer Politiker
- 1976: Anita Kulcsár, ungarische Handballspielerin
- 1977: Patricia Arribas, spanische Langstreckenläuferin

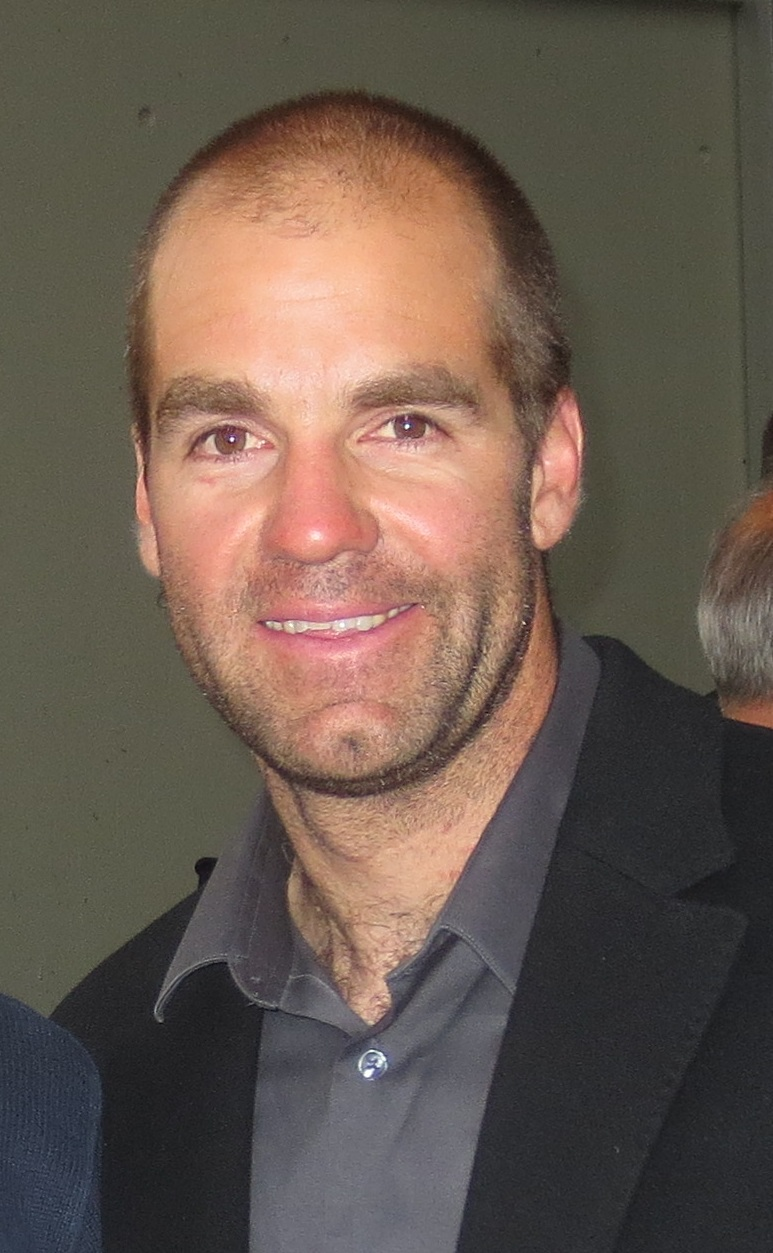
Didier Défago (* 1977)

- 1977: Didier Défago, Schweizer Skirennläufer
- 1977: Evgeni Orkin, ukrainisch-deutscher Komponist, Klarinettist, Saxophonist, Dirigent und Autor
- 1978: Ayumi Hamasaki, japanische Sängerin
- 1978: Simon Pierro, deutscher Zauberkünstler
- 1978: Sławomir Szmal, polnischer Handballspieler und -funktionär
- 1981: Jamie Cerretani, US-amerikanischer Tennisspieler
- 1981: Erik Fellows, US-amerikanischer Schauspieler
- 1981: Lukas Piloty, deutscher Schauspieler
- 1981: Sidney Samson, niederländischer DJ
- 1981: Annette Strasser, deutsche Schauspielerin
- 1981: Luke Wilkshire, australischer Fußballspieler
- 1982: Oliver Bender, deutscher Schauspieler und Sprecher

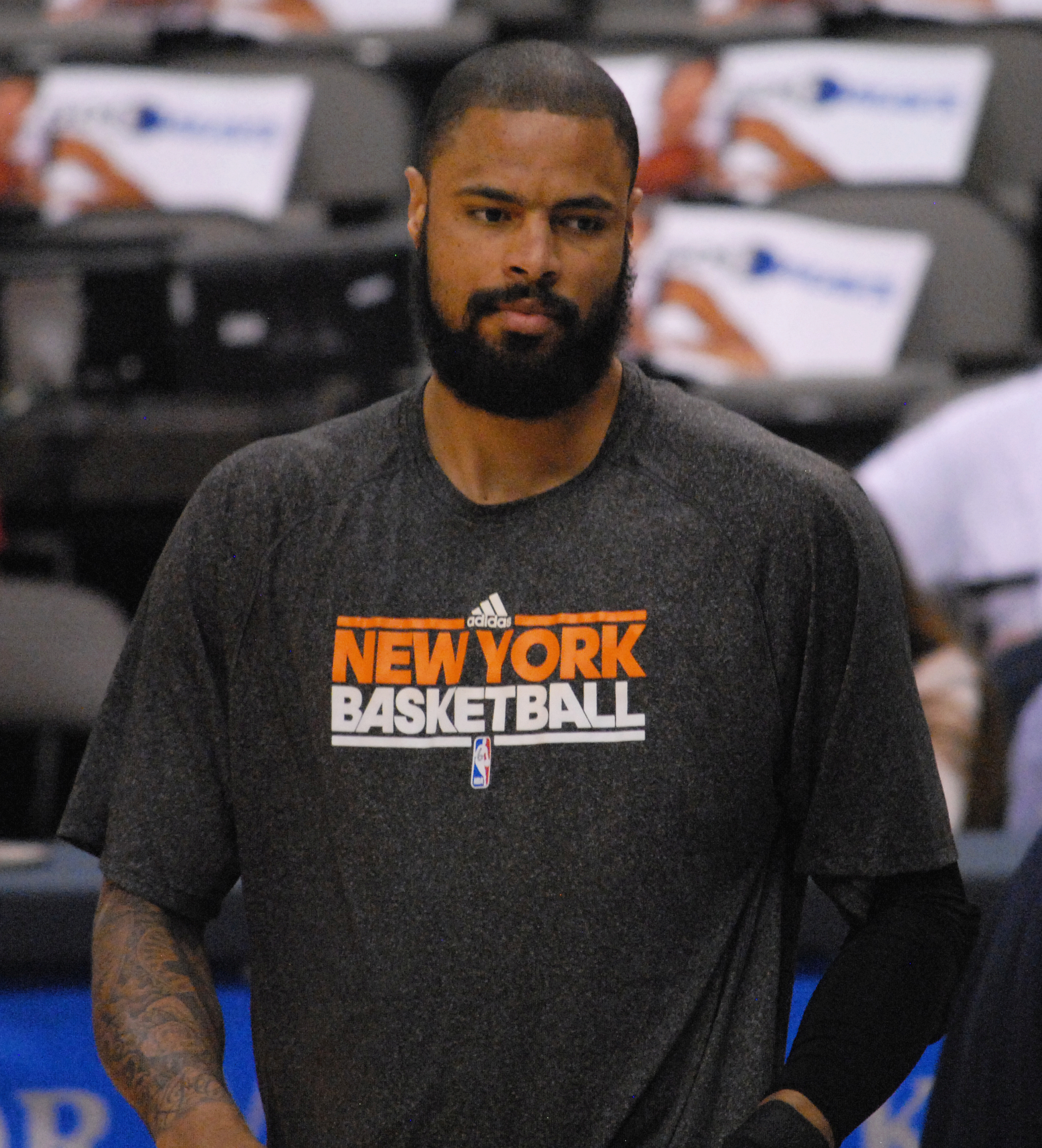
Tyson Chandler (* 1982)

- 1982: Tyson Chandler, US-amerikanischer Basketballspieler
- 1982: Stephen Pearson, schottischer Fußballspieler
- 1983: Prakash Amritraj, indischer Tennisspieler
- 1984: Marion Bartoli, französische Tennisspielerin
- 1985: Ciprian Marica, rumänischer Fußballspieler
- 1986: Camilla Belle, US-amerikanische Schauspielerin
- 1987: Dia Frampton, US-amerikanische Singer-Songwriterin
- 1987: Joshua Grothe, deutscher Schauspieler
- 1987: Ruan Lufei, chinesische Schachspielerin
- 1987: Ricky Stenhouse junior, US-amerikanischer Automobilrennfahrer
- 1988: Sascha Kotysch, deutscher Fußballspieler
- 1989: Frederik Andersen, dänischer Eishockeyspieler
- 1989: Marta Gastini, italienische Schauspielerin

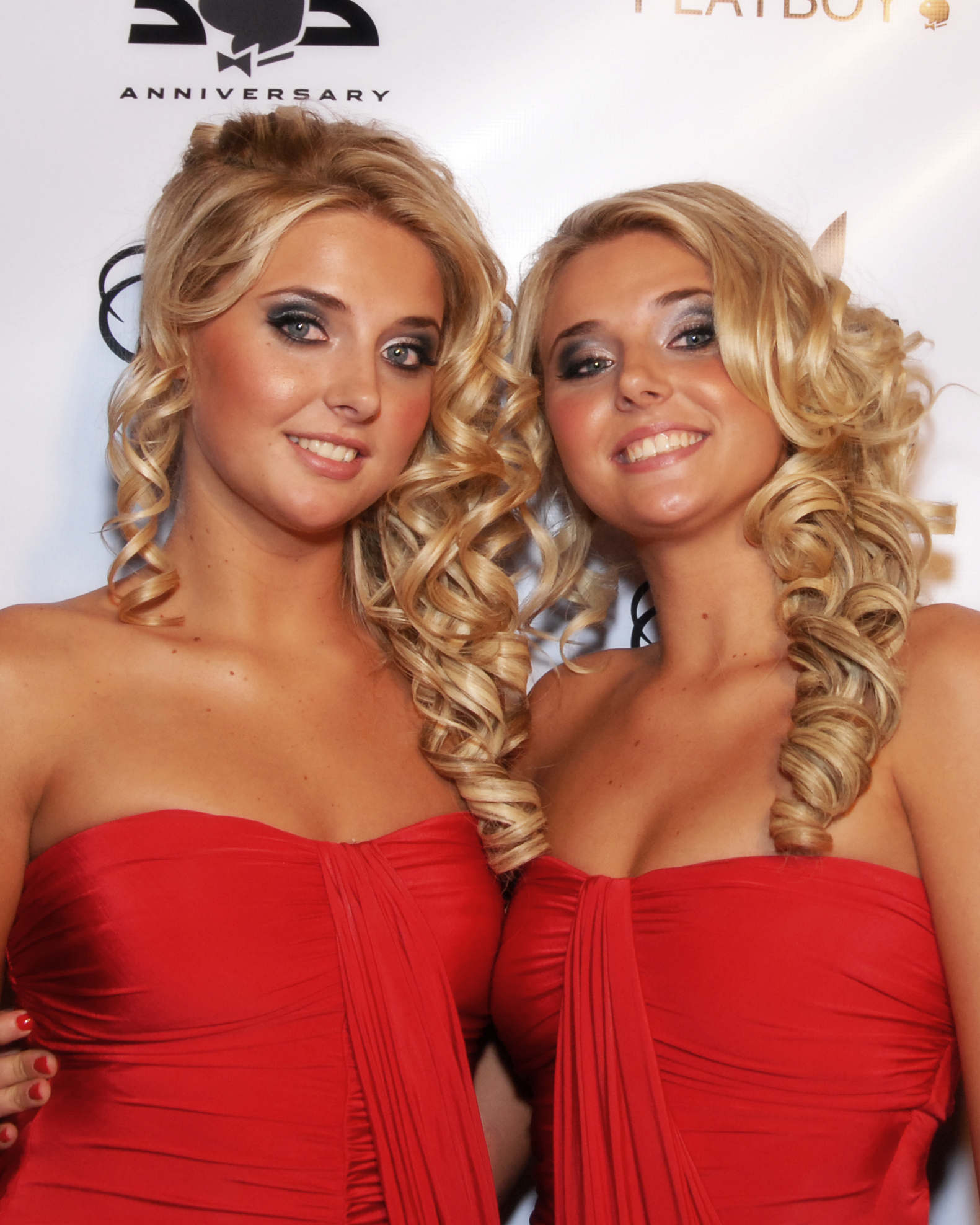
Kristina und Karissa Shannon (* 1989)

- 1989: Karissa und Kristina Shannon, US-amerikanische Models, Playmates, Schauspielerinnen und Pornodarstellerinnen
- 1989: Janina Uhse, deutsche Schauspielerin
- 1990: Samantha Barks, britische Musicaldarstellerin und Schauspielerin
- 1990: Mix Diskerud, US-amerikanischer Fußballspieler
- 1991: Cam Bedrosian, US-amerikanischer Baseballspieler
- 1991: Denni Djozic, deutscher Handballspieler
- 1991: Johannes Floehr, deutscher Autor
- 1992: Shanice van de Sanden, niederländische Fußballspielerin
- 1993: Michy Batshuayi, belgischer Fußballspieler
- 1993: Aaro Vainio, finnischer Automobilrennfahrer
- 1994: Brendan Meyer, kanadischer Schauspieler
- 1996: Larry ten Voorde, niederländischer Automobilrennfahrer
- 1997: Tammy Abraham, englischer Fußballspieler
- 1997: Dardan, deutscher Rapper
- 1997: Alina Freund, deutsche Schauspielerin

### 21. Jahrhundert
- 2003: Sanija Ozoliņa, lettische Rennrodlerin
- 2008: Nera Tiebwa, kiribatische Judoka

## Gestorben

### Vor dem 17. Jahrhundert
- 0534: Athalarich, König der Ostgoten
- 0829: Michael II., Kaiser von Byzanz
- 0939: Eberhard, Herzog von Franken und Lothringen
- 0939: Giselbert von Lothringen, Herzog von Lothringen
- 1099: Theodoros Gabras, byzantinischer Militärbefehlshaber
- 1113: Maudud, Emir von Mossul
- 1213: Geoffrey fitz Peter, 1. Earl of Essex, englischer Adeliger
- 1225: an-Nāsir li-Dīn Allāh, arabischer Kalif
- 1264: Urban IV., aus Frankreich stammender Papst
- 1294: John of Sandford, englischer Geistlicher und Erzbischof von Dublin
- 1348: Alice de Lacy, englische Adelige
- 1368: Anna von Kaschin, russische Fürstin und Heilige
- 1413: Andrea Vanni, Seneser Maler und Politiker der Republik Siena
- 1464: Heinrich Kalteisen, Erzbischof von Norwegen
- 1488: Giovanni Arcimboldi, italienischer Bischof und Kardinal
- 1503: Martin Fuhrmann, deutscher Philologe, Theologe, Hochschullehrer und Gründer einer Stipendienstiftung
- 1515: Barbara Zápolya, Königin von Polen und Großfürstin von Litauen
- 1517: Johannes Murmellius, niederländischer Pädagoge, Philologe, Dichter und Humanist

### 17. und 18. Jahrhundert
- 1616: Ernestus Hettenbach, deutscher Physiker und Mediziner
- 1617: Isaak Oliver, englischer Miniaturmaler
- 1620: Benedikt Wurzelbauer, deutscher Bildhauer und Erzgießer
- 1626: Diego Sarmiento de Acuña, spanischer Diplomat
- 1629: Antonio Cifra, italienischer Komponist

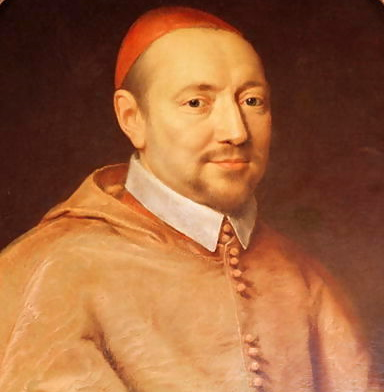
Pierre de Bérulle († 1629)

- 1629: Pierre de Bérulle, französischer Theologe und Kardinal
- 1637: Angelo Sala, italienischer Arzt, Wissenschaftler und Mitglied der Fruchtbringenden Gesellschaft
- 1649: Johann Ludwig von Pfalz-Sulzbach, schwedischer General im Dreißigjährigen Krieg
- 1661: Paul Rotenburger, im Fürsterzbistum Salzburg und in Kärnten wirkender Orgelbauer
- 1686: Balthasar Bebel, deutscher lutherischer Theologe
- 1700: Tetsugyū Dōki, Mönch der Ōbaku-shū des japanischen Zen-Buddhismus
- 1705: August Friedrich von Schleswig-Holstein-Gottorf, Prinz von Holstein-Gottorf und Fürstbischof des Fürstbistums Lübeck
- 1708: Anne-Jules de Noailles, Marschall von Frankreich
- 1721: Benoît Audran, französischer Kupferstecher
- 1724: François-Timoléon de Choisy, französischer Schriftsteller
- 1724: Nicolaus Wilckens, deutscher Jurist und Archivar
- 1725: Johann Moller, deutscher Lehrer, Schriftsteller und Literaturhistoriker
- 1727: Johann Conrad Brunner, Schweizer Arzt
- 1728: Zeger Bernhard van Espen, niederländischer Kirchenjurist

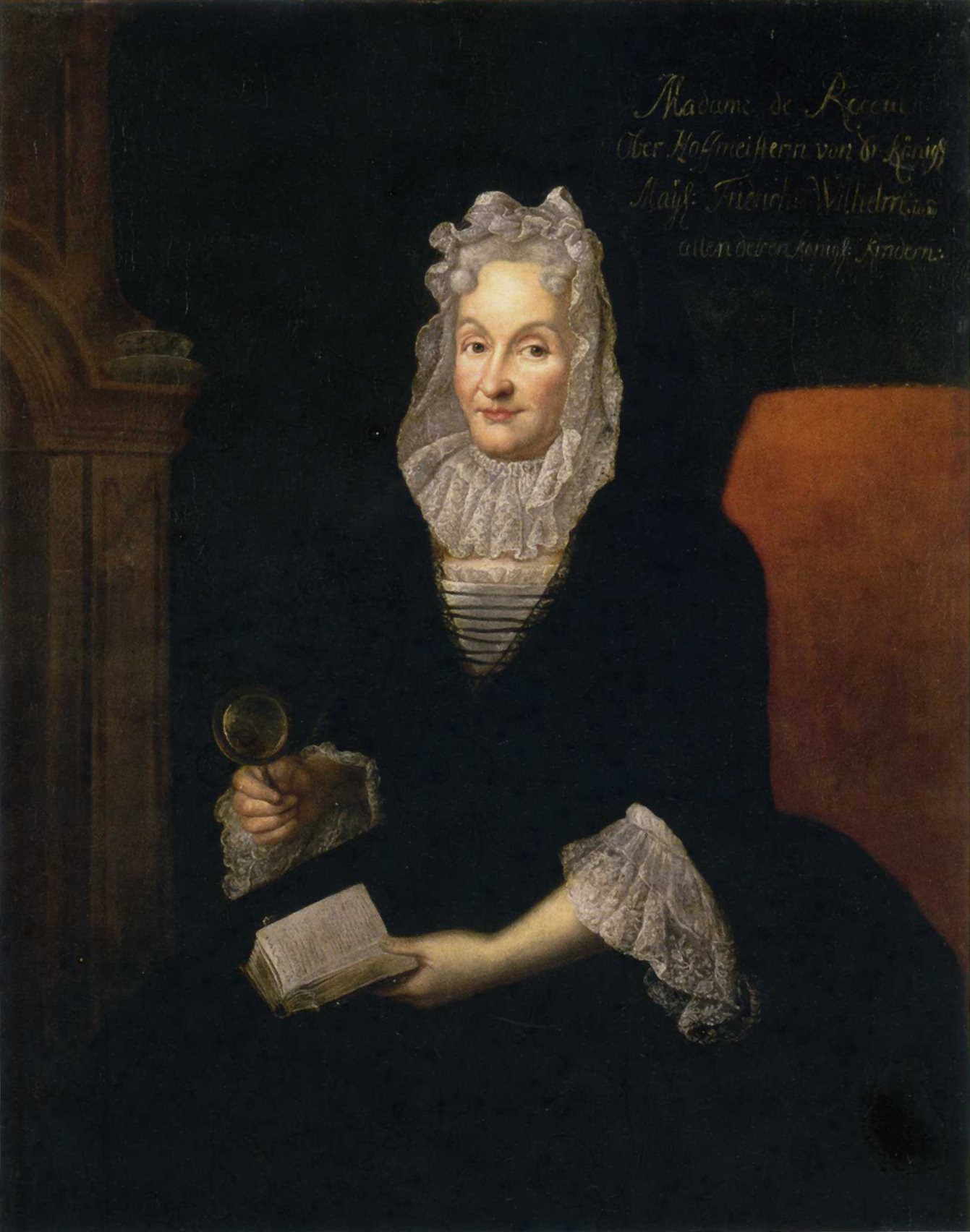
Marthe de Roucoulle († 1741)

- 1741: Marthe de Roucoulle, französische Erzieherin am preußischen Hof
- 1745: Heinrich Klausing, deutscher lutherischer Theologe, Mathematiker, Astronom und Polyhistor
- 1751: Pierre du Mage, französischer Organist und Komponist
- 1757: Luigi Centurioni, italienischer Ordensgeneral
- 1757: Johann Adam Groß der Ältere, deutscher Baumeister
- 1764: William Cavendish, 4. Duke of Devonshire, britischer Politiker und Premierminister
- 1766: Jacques Hardion, französischer Historiker, Übersetzer und königlicher Bibliothekar
- 1767: Louise-Madeleine Cochin, französische Kupferstecherin und Malerin
- 1780: John André, britischer Offizier und Spion
- 1782: Charles Lee, britischer Soldat, General der Kontinentalarmee im Amerikanischen Unabhängigkeitskrieg
- 1786: Augustus Keppel, 1. Viscount Keppel, britischer Admiral und Politiker

### 19. Jahrhundert

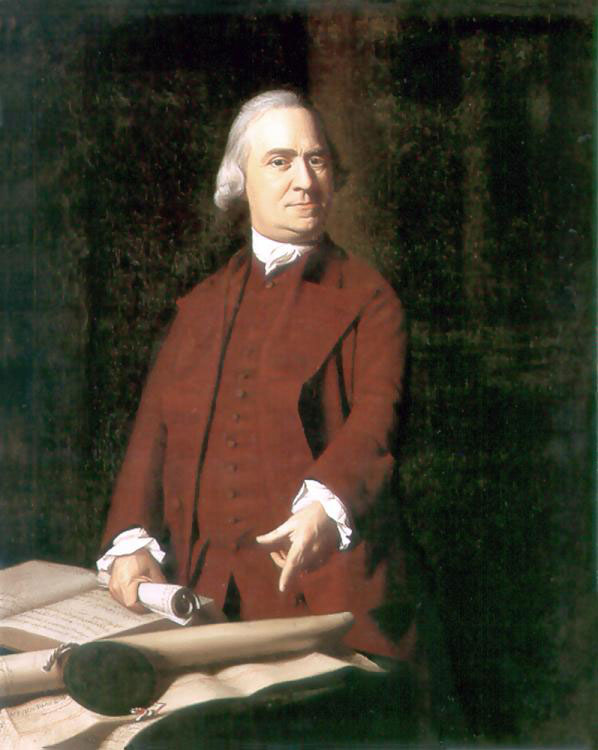
Samuel Adams († 1803)

- 1803: Samuel Adams, US-amerikanischer Staatsmann und Revolutionär, einer der Gründerväter der USA, Gouverneur von Massachusetts
- 1808: Abd al-Aziz ibn Muhammad, Herrscher der saudischen Dynastie
- 1815: Ferdinand Anton von Ahlefeldt, dänischer Diplomat
- 1822: Carl Anton von Arnstedt, preußischer Gutsherr und Beamter
- 1822: Pedro Agar y Bustillo, spanischer Marineoffizier und Regent
- 1826: August Immanuel Cunitz, deutscher Mediziner
- 1841: Honoré V., Fürst von Monaco
- 1842: José Mariono Elízaga, mexikanischer Komponist
- 1847: Wassil Aprilow, bulgarischer Arzt
- 1850ː Luigia Boccabadati, italienische Opernsängerin
- 1850: Josef Madersperger, österreichischer Schneidermeister und Erfinder

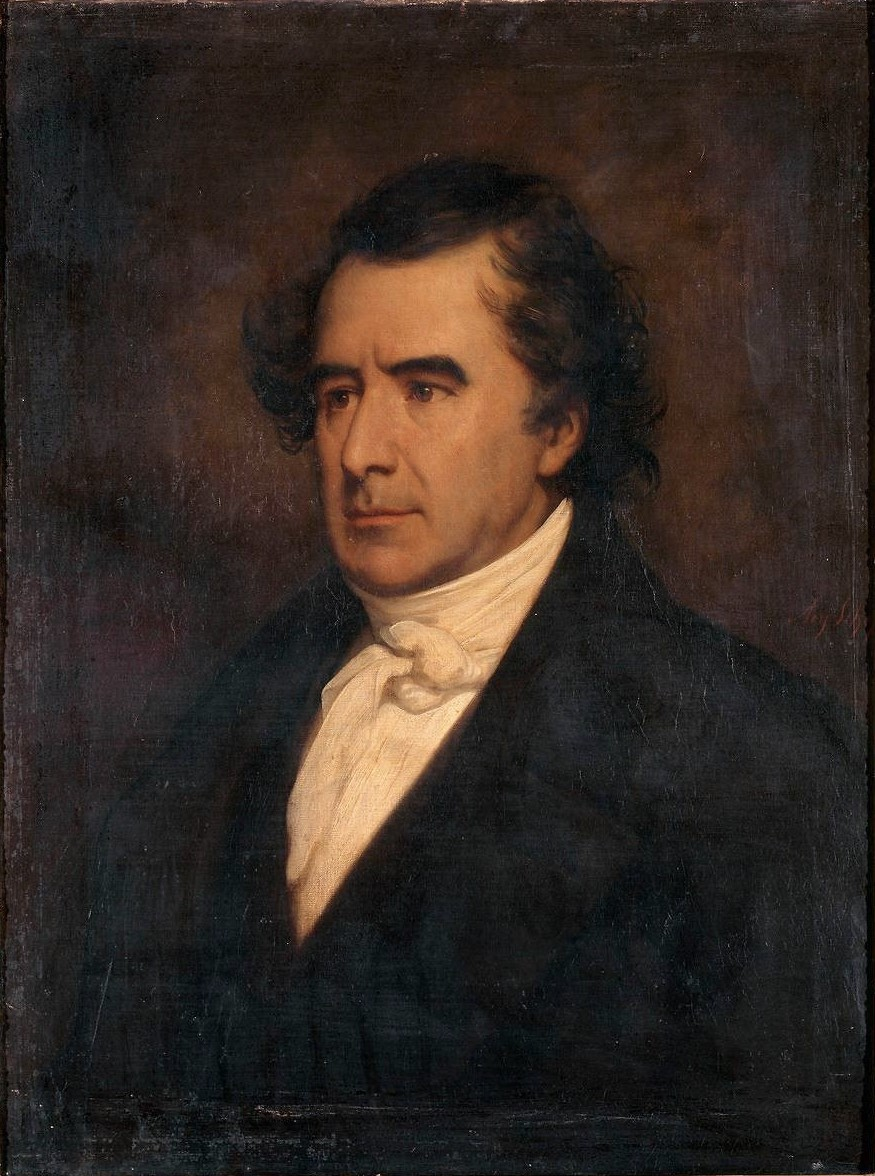
François Arago († 1853)

- 1853: François Arago, französischer Astronom, Physiker und Politiker
- 1863: Justinus van der Brugghen, niederländischer Staatsmann
- 1865: Karl Klaus von der Decken, deutscher Entdecker und Afrikareisender
- 1868: François Christophe Edmond Kellermann, französischer Staatsmann und Diplomat
- 1872: Francis Lieber, deutsch-US-amerikanischer Jurist, Publizist, Rechts- und Staatsphilosoph
- 1872: Eberhard Friedrich Walcker, deutscher Orgelbauer
- 1876ː Valeska Bolgiani, deutsche Schriftstellerin
- 1888: John Ella, englischer Geiger, Musikschriftsteller und Konzertveranstalter
- 1892: Ernest Renan, französischer Religionshistoriker, Philosoph und Orientalist

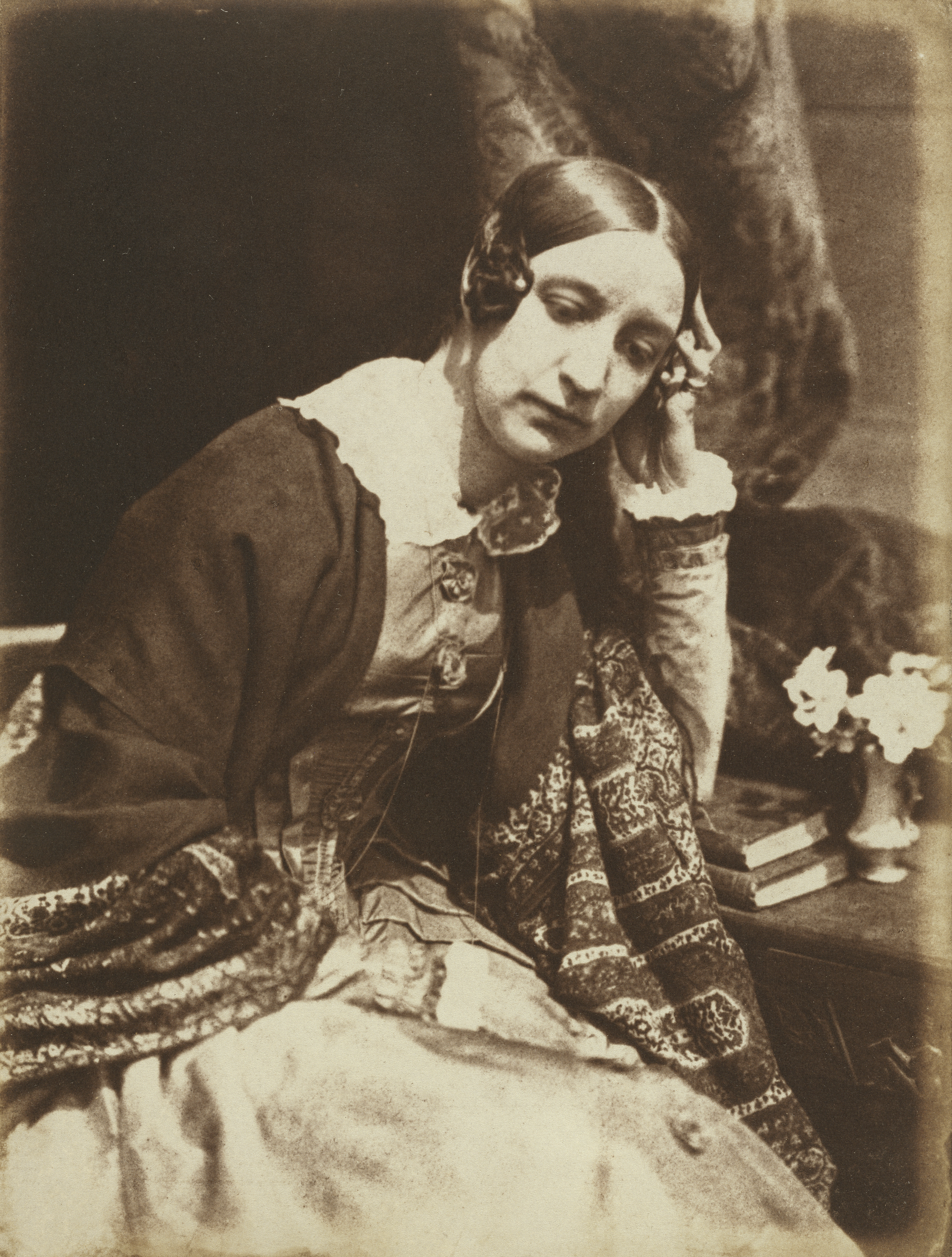
Elizabeth Eastlake († 1893)

- 1893ː Elizabeth Eastlake, englische Kunstkritikerin und Schriftstellerin
- 1895: Eugen Langen, deutscher Ingenieur und Erfinder
- 1896: Ludwig Lenz, deutscher Schriftsteller und Journalist
- 1896: Gneomar Ernst von Natzmer, preußischer Offizier und Militärschriftsteller
- 1899ː Emma Hardinge Britten, englische Spiritualistin, Schriftstellerin und Theosophin
- 1899: Percy Pilcher, britischer Erfinder und ein Pionier der Luftfahrt
- 1900: Frédéric Gendre, Schweizer Jurist und Politiker

### 20. Jahrhundert

#### 1901–1950
- 1910: Leberecht Arendt, deutscher Politiker
- 1910: Heinrich XXIV. Reuß zu Köstritz, deutscher Komponist und Paragiatsherr von Reuß-Köstritz
- 1914: Alexei Wladimirowitsch Stantschinski, russischer Komponist und Pianist

Felix Martin Oberländer († 1915)

- 1915: Felix Martin Oberländer, deutscher Mediziner, gilt als Begründer der modernen Urologie
- 1918: Christian Otto Mohr, deutscher Ingenieur und Statiker
- 1919: Alfred Geist, deutsch-baltischer Pastor und evangelischer Bekenner
- 1920: Max Bruch, deutscher Komponist und Dirigent
- 1921: Wilhelm II., vierter und letzter König von Württemberg
- 1922: Lucius F. C. Garvin, US-amerikanischer Politiker, Gouverneur von Rhode Island
- 1927: Svante Arrhenius, schwedischer Physikochemiker, Nobelpreisträger für Chemie
- 1931: Jaime de Borbón, carlistischer Thronprätendent in Spanien und Frankreich
- 1931: Georg Demmler, deutscher Architekt, Sportler und Sportfunktionär

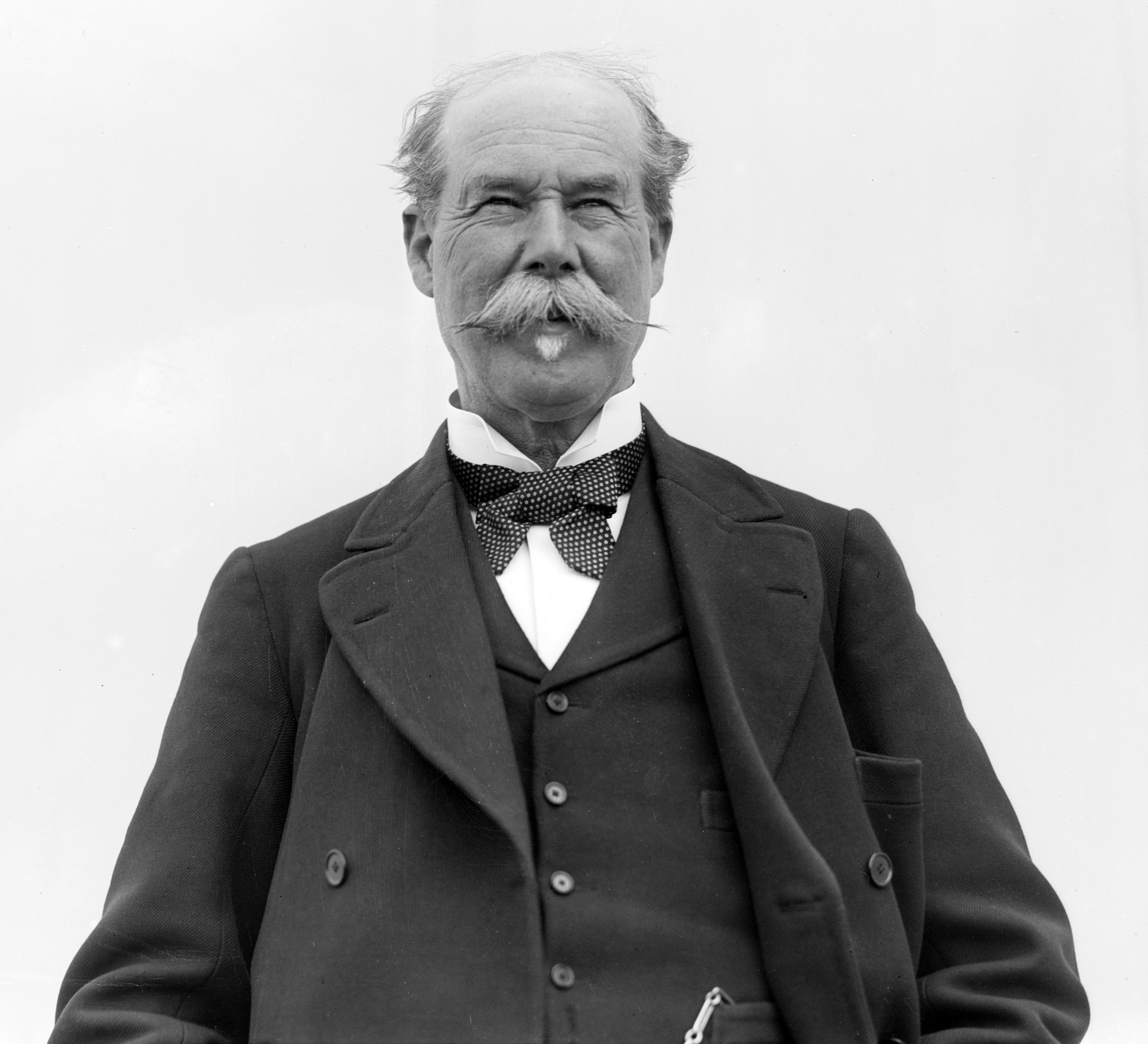
Thomas Lipton († 1931)

- 1931: Thomas Lipton, britischer Selfmademan, Unternehmer und Yachteigner
- 1933: Phill Niblock, US-amerikanischer Multi-Media-Künstler und Komponist
- 1938: André Lagache, französischer Autorennfahrer
- 1938: Ferdinand Schrey, deutscher Mitbegründer der Stenografie
- 1940: Johan Anker, norwegischer Segler, Olympiasieger, Yachtkonstrukteur und Werftbesitzer
- 1941: Albin Müller, deutscher Architekt, Pädagoge und Gestalter
- 1943: Robert Nathaniel Dett, kanadischer Komponist
- 1943: John William Evans, australischer Politiker und Premier von Tasmanien
- 1944: Carl Joseph Kuckhoff, deutscher Politiker, MdR
- 1945: Hans von Soden, deutscher Theologe und Kirchenhistoriker
- 1946: Eduard Bass, tschechischer Schriftsteller, Journalist, Sänger, Schauspieler, Rezitator und Conferencier
- 1949: Kosta Manojlović, serbischer Komponist und Musikethnologe
- 1950: John F. Fitzgerald, US-amerikanischer Politiker, Bürgermeister von Boston, Abgeordneter des Repräsentantenhauses

#### 1951–2000

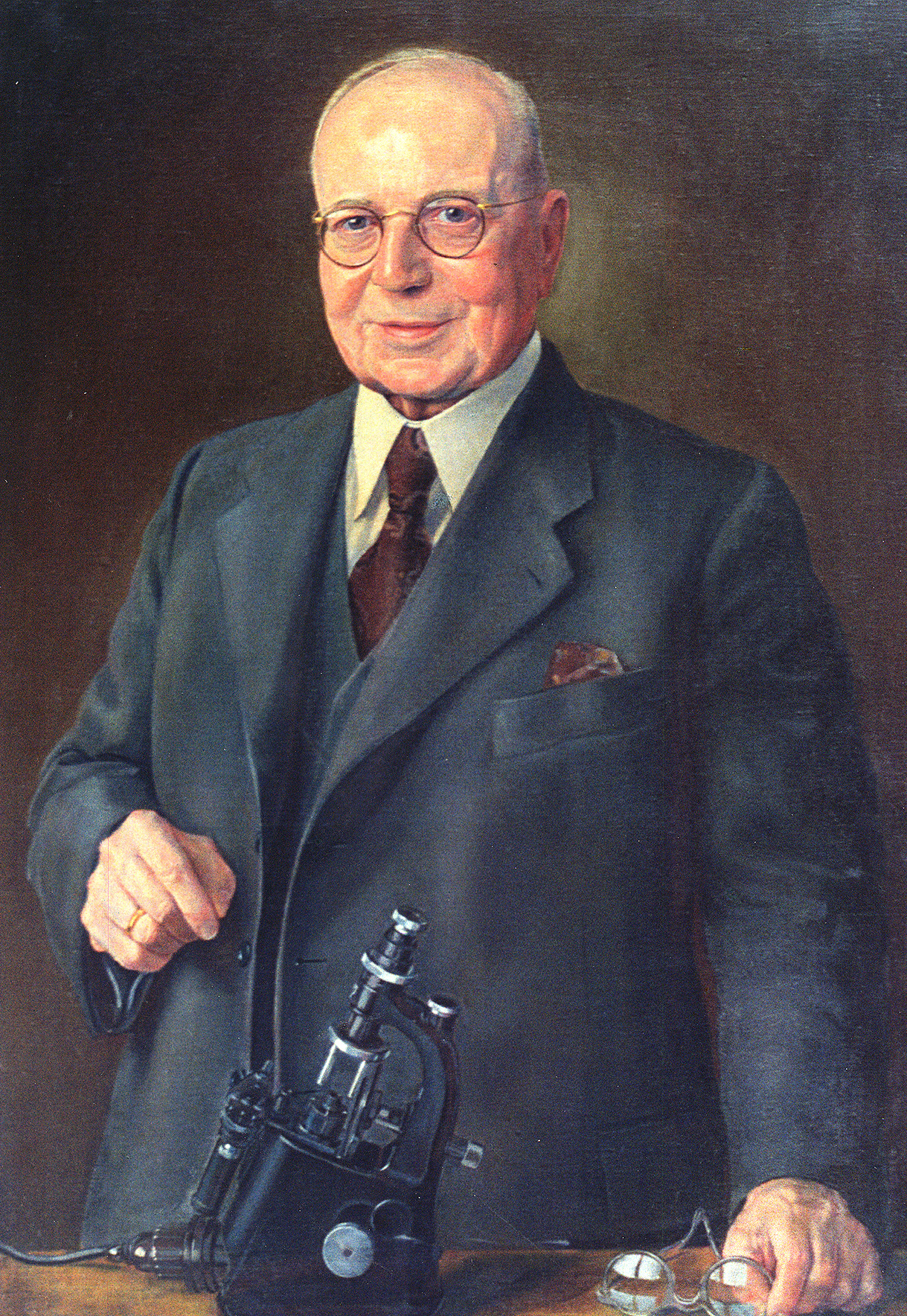
Hermann Pistor († 1951)

- 1951: Hermann Pistor, deutscher Mathematiker, Physiker und Optiker, Mitbegründer der modernen Augenoptik
- 1952: Peter Loris, banatschwäbischer Kapellmeister und Komponist
- 1953: John Marin, US-amerikanischer Maler
- 1956: George Bancroft, US-amerikanischer Schauspieler
- 1958: Charles Avery Dunning, kanadischer Politiker
- 1959: Géza de Kresz, österreich-ungarisch-kanadischer Geiger, Musikpädagoge und Komponist
- 1960: Jaroslav Doubrava, tschechischer Komponist, Maler und Pädagoge
- 1960: Alfred Jäger, deutscher Ruderer
- 1964: André Rousseau, französischer Automobilrennfahrer
- 1968: Eberhard Ackerknecht, deutsch-schweizerischer Veterinäranatom
- 1968: Marcel Duchamp, französischer Maler und Objektkünstler, Mitbegründer der Konzeptkunst, Wegbegleiter des Dadaismus und Surrealismus
- 1970: Lucien Lemesle, französischer Automobilrennfahrer
- 1970: Charles Méré, französischer Schriftsteller

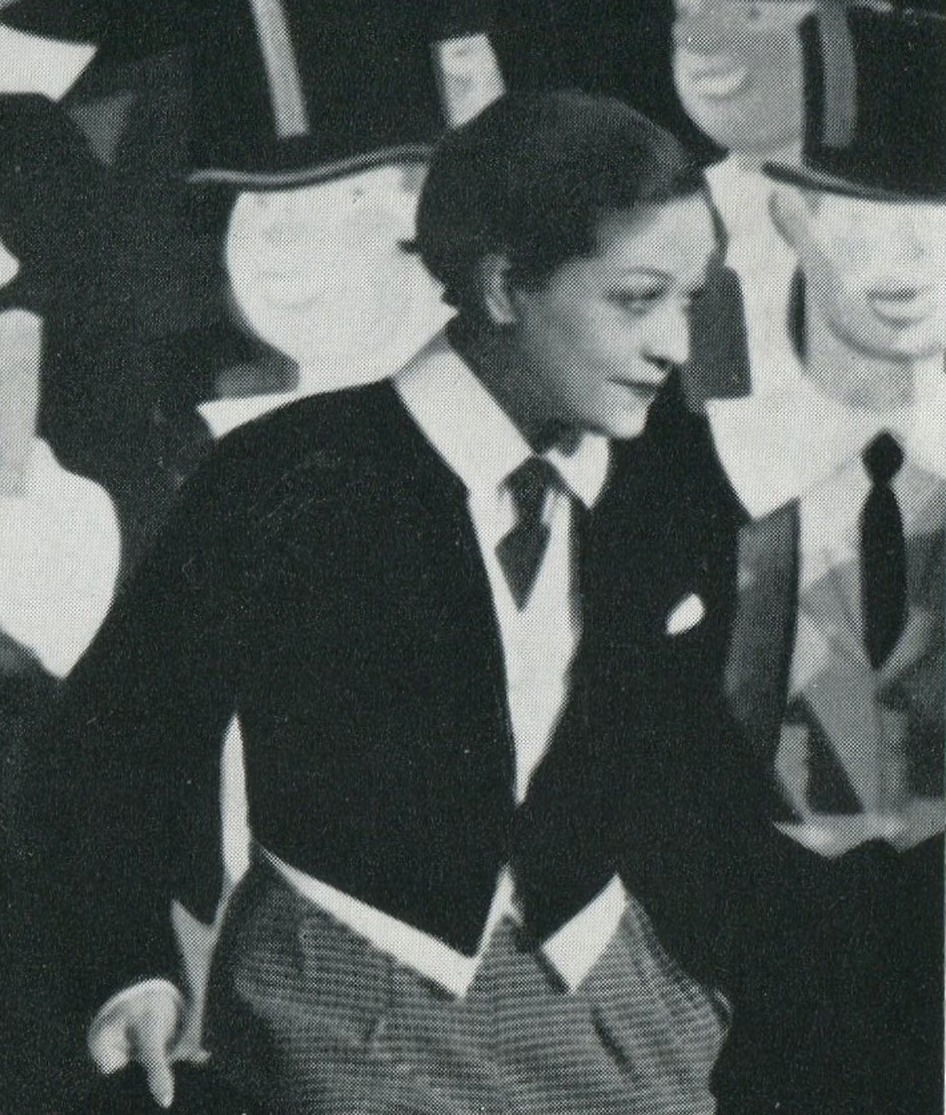
Grethe Weiser († 1970)

- 1970: Grethe Weiser, deutsche Schauspielerin
- 1971: Walther Bullerdiek, deutscher Schauspieler, Hörspielsprecher und Komponist
- 1972: Gert Andreae, deutscher Schauspieler
- 1973: Paavo Nurmi, finnischer Leichtathlet
- 1974: Nurul Amin, pakistanischer Politiker
- 1974: Ina Seidel, deutsche Autorin
- 1976: James C. Auchincloss, US-amerikanischer Politiker
- 1976: Quentin Jackson, US-amerikanischer Jazz-Posaunist
- 1979: Ray Genet, US-amerikanischer Bergsteiger
- 1979: Hannelore Schmatz, deutsche Bergsteigerin
- 1982: Alice Baber, US-amerikanische Malerin
- 1984: Harry Strom, kanadischer Politiker
- 1984: Paul Weyres, deutscher Motorradrennfahrer
- 1985: Hugo Decker, deutscher Politiker, MdB

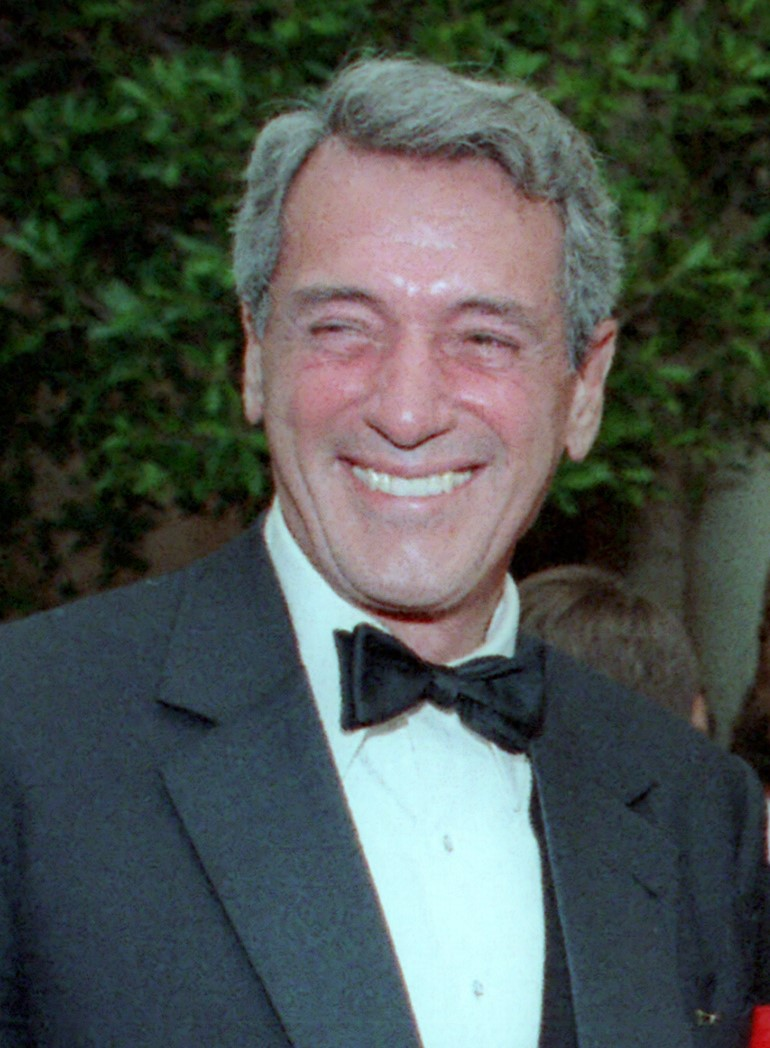
Rock Hudson († 1985)

- 1985: Rock Hudson, US-amerikanischer Filmschauspieler
- 1985: Alex Möller, deutscher Politiker, MdL, MdB, Bundesminister
- 1985: George Savalas, US-amerikanischer Schauspieler
- 1987: Peter Medawar, britischer Biologe, Zoologe und Anatom, Nobelpreisträger
- 1987: Russell Rouse, US-amerikanischer Regisseur, Produzent und Drehbuchautor
- 1988: Alec Issigonis, britischer Fahrzeugdesigner
- 1989: Paola Barbara, italienische Schauspielerin
- 1989: Cousin Joe, US-amerikanischer Blues-Musiker
- 1990: Peter Herman Adler, böhmischer Dirigent
- 1990: Sophie Ehrhardt, russisch-deutsche Anthropologin

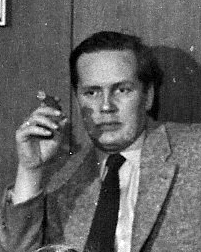
Roland Gööck († 1991)

- 1991: Roland Gööck, deutscher Redakteur, Sachbuchautor und Lektor
- 1993: Ahmed Abdul-Malik, US-amerikanischer Jazzmusiker
- 1995: Helmut Degen, deutscher Komponist, Organist und Dirigent
- 1996: Helmut Artzinger, deutscher Politiker, MdB
- 1996: Joonas Kokkonen, finnischer Komponist
- 1997: Ladislaus Buzás, deutscher Bibliothekar
- 1998: Gene Autry, US-amerikanischer Country-Sänger und Schauspieler
- 1998: Olivier Gendebien, belgischer Automobilrennfahrer
- 1999: Muhammad Nāsir ad-Dīn al-Albānī, albanischer Gelehrter
- 1999: Claude Bessy, französischer Autor, Sänger und Musikvideoproduzent
- 1999: Michel Crippa, Schweizer Manager
- 1999: Johannes Hanselmann, deutscher Landesbischof, Präsident des Lutherischen Weltbundes
- 1999: Heinz G. Konsalik, deutscher Schriftsteller
- 1999: Lee Lozano, US-amerikanische Künstlerin

### 21. Jahrhundert
- 2001: Manny Albam, dominikanischer Musiker

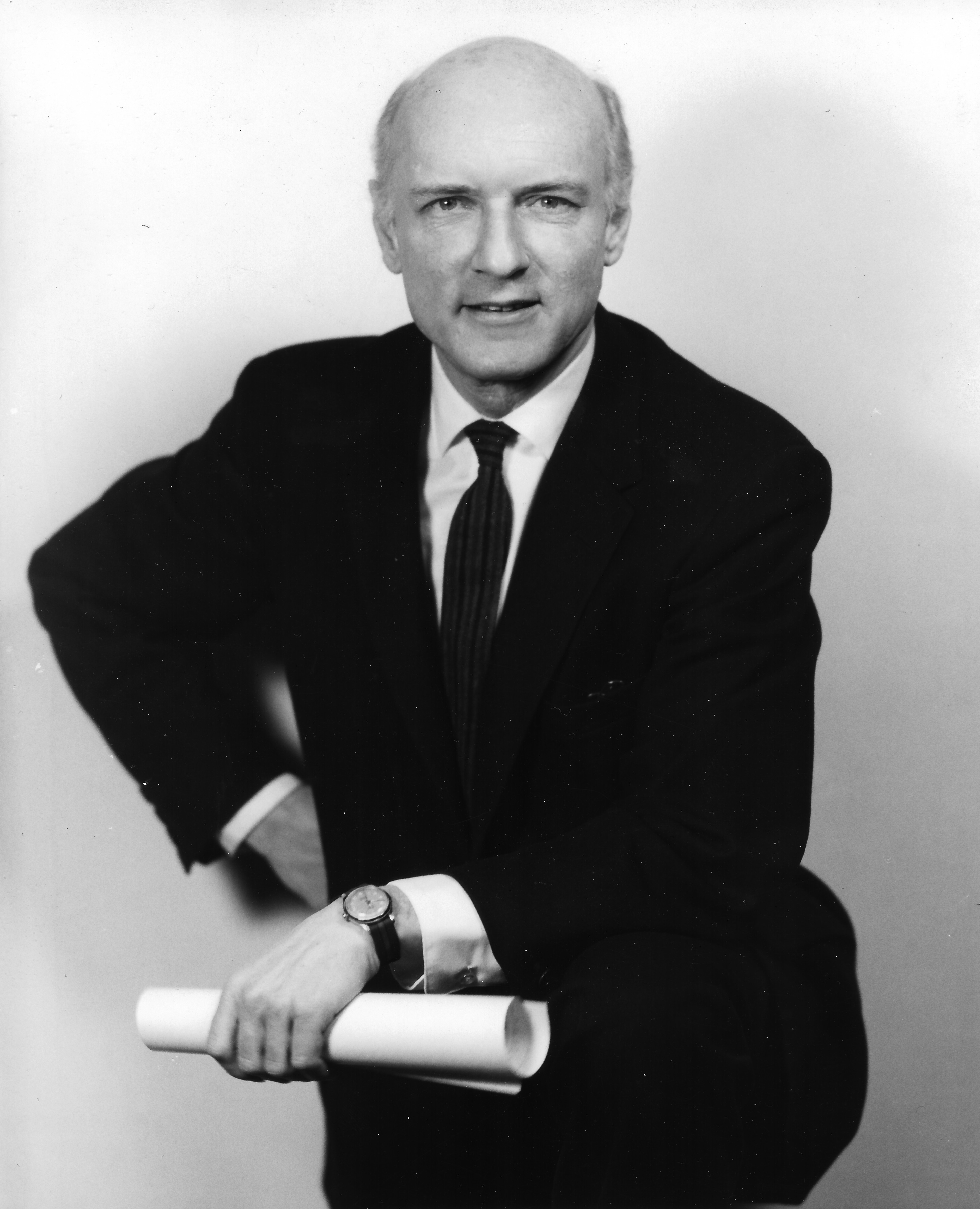
Heinz von Foerster († 2002)

- 2002: Heinz von Foerster, österreichischer Physiker und Kybernetiker
- 2002: Tiberiu Olah, rumänischer Komponist
- 2003: John Thomas Dunlop, US-amerikanischer Arbeitsminister
- 2003: Otto Günsche, deutscher SS-Hauptsturmführer und persönlicher Adjutant Hitlers
- 2003: Gunther Philipp, österreichischer Schauspieler und Kabarettist
- 2004: Bjørnar Andresen, norwegischer Jazz-Musiker
- 2004: Roger-Edgar Gillet, französischer Maler
- 2004: Luděk Kopřiva, tschechischer Schauspieler
- 2005: August Wilson, US-amerikanischer Dramatiker und Bühnenautor
- 2009: Marek Edelman, polnischer Kardiologe, Politiker und Widerstandskämpfer
- 2009: Nat Finkelstein, US-amerikanischer Fotograf

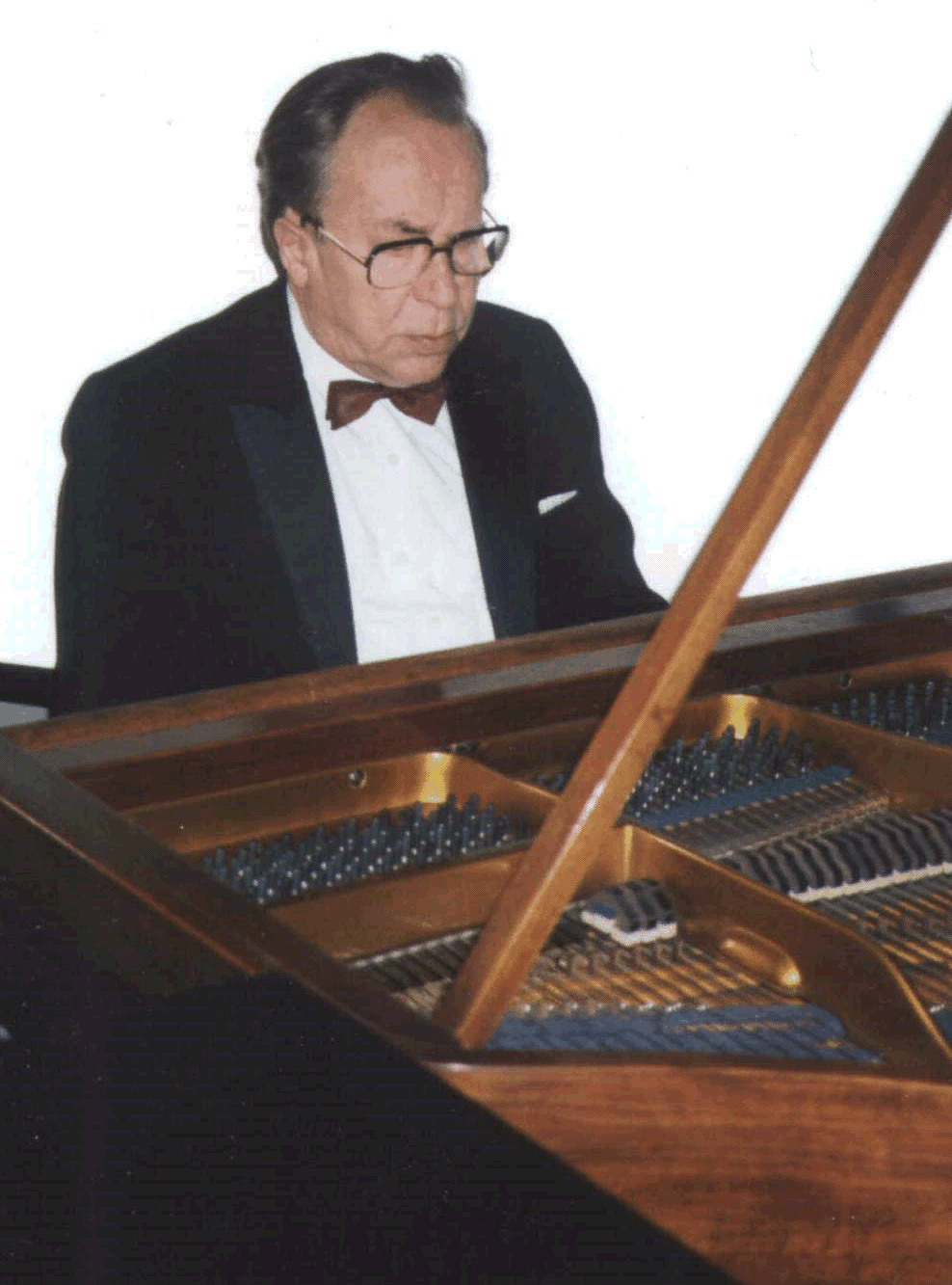
Karl-Heinz Pick († 2009)

- 2009: Karl-Heinz Pick, deutscher Pianist, Komponist und Hochschullehrer
- 2009: Rolf Rüssmann, deutscher Fußballspieler und -manager
- 2010: Wolfgang Niescher, deutscher Handballspieler und Mediziner
- 2011: Peter Przygodda, deutscher Filmeditor und -regisseur
- 2012: Niels Ewerbeck, deutscher Galerist, Hochschuldozent und Theaterintendant
- 2012: John Philippe Rushton, britisch-kanadischer Psychologe
- 2013: Gerhard Daum, österreichischer Architekt und Designer
- 2013: Frieda Adam, deutsche Gerechte unter den Völkern
- 2014: Heinz-Horst Deichmann, deutscher Unternehmer
- 2014: Mario Rainer Lepsius, deutscher Soziologe
- 2014: Irmtraut Wäger, deutsche Menschenrechtlerin
- 2015: Franz zu Erbach-Erbach und von Wartenberg-Roth, deutscher Adelsnachkomme und Besitzer eines landesgeschichtlich und kulturell bedeutenden Privatarchivs
- 2015: Brian Friel, irischer Dramatiker
- 2016: Mary Hesse, britische Wissenschaftstheoretikerin
- 2016: Neville Marriner, britischer Dirigent
- 2017: Klaus Huber, Schweizer Komponist, Violinist, Dirigent und Kompositionslehrer
- 2017: Tom Petty, US-amerikanischer Musiker

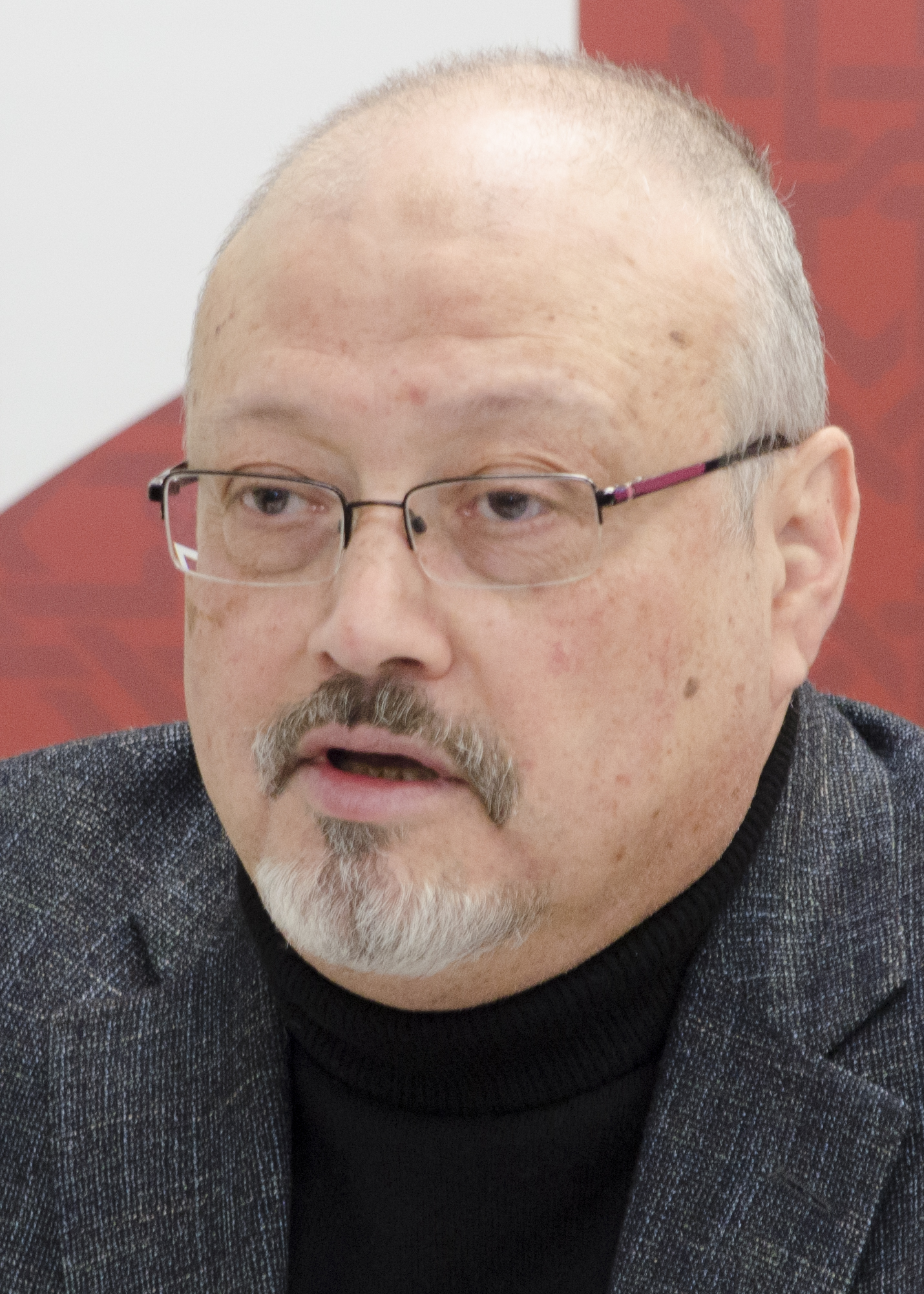
Jamal Khashoggi († 2018)

- 2018: Jamal Khashoggi, saudi-arabischer Journalist
- 2018: Geoff Emerick, britischer Tontechniker und Musikproduzent
- 2019: Detlef Bartvogt, deutscher Brigadegeneral
- 2019: Giovanni Alberti, italienischer Autorennfahrer
- 2019: Gija Kantscheli, georgischer Komponist
- 2020: Irina Wjatscheslawowna Slawina, russische Journalistin
- 2020: Sprangalang, trinidadischer Komiker
- 2021: Ladislav Čepčianský, tschechoslowakischer Kanute
- 2021: Sebastião Tapajós, brasilianischer Gitarrist und Komponist
- 2022: Éder Jofre, brasilianischer Boxer
- 2022: Béla Szakcsi Lakatos, ungarischer Jazzmusiker, Pianist und Komponist
- 2023: Herbert Schambeck, österreichischer Rechtswissenschaftler und Politiker
- 2023: Alice Shalvi, israelische Professorin für englische Literatur und Feministin
- 2024: Herman Ouseley, Baron Ouseley, britischer Politiker und Peer
- 2024: Emily Richard, britische Schauspielerin
- 2024: Richard Woodman, britischer Autor

## Feier- und Gedenktage
- Kirchliche Gedenktage
  - Pietro Carnesecchi, italienischer Märtyrer (evangelisch)
  - Hl. Leodegar von Autun, fränkischer Abt und Bischof, Märtyrer und Schutzpatron (römisch-katholisch)
  - Schutzengelfest
- Staatliche Feier- und Gedenktage
  - Guinea: Unabhängigkeit von Frankreich (1958)
  - Indien: Gandhi Jayanti: Geburtstag von Mahatma Gandhi

Weitere Einträge enthält die Liste von Gedenk- und Aktionstagen.